# فهرست سیارک‌ها (۱۲۳۰۰۱–۱۲۴۰۰۱)
فهرست سیارک‌ها (۱۲۳۰۰۱ - ۱۲۴۰۰۱) فهرست سیارک‌ها از ۱۲۳۰۰۱ تا ۱۲۴۰۰۱ است.
| نام    | نام انگلیسی | تاریخ کشف       |
| ------ | ----------- | --------------- |
| ۱۲۳۰۰۱ | 2000 SV253  | ۲۴ سپتامبر ۲۰۰۰ |
| ۱۲۳۰۰۲ | 2000 SS255  | ۲۴ سپتامبر ۲۰۰۰ |
| ۱۲۳۰۰۳ | 2000 SC258  | ۲۴ سپتامبر ۲۰۰۰ |
| ۱۲۳۰۰۴ | 2000 SH258  | ۲۴ سپتامبر ۲۰۰۰ |
| ۱۲۳۰۰۵ | 2000 SZ258  | ۲۴ سپتامبر ۲۰۰۰ |
| ۱۲۳۰۰۶ | 2000 SD259  | ۲۴ سپتامبر ۲۰۰۰ |
| ۱۲۳۰۰۷ | 2000 SD260  | ۲۴ سپتامبر ۲۰۰۰ |
| ۱۲۳۰۰۸ | 2000 SJ260  | ۲۴ سپتامبر ۲۰۰۰ |
| ۱۲۳۰۰۹ | 2000 ST260  | ۲۴ سپتامبر ۲۰۰۰ |
| ۱۲۳۰۱۰ | 2000 SF262  | ۲۵ سپتامبر ۲۰۰۰ |
| ۱۲۳۰۱۱ | 2000 SL262  | ۲۵ سپتامبر ۲۰۰۰ |
| ۱۲۳۰۱۲ | 2000 SQ262  | ۲۵ سپتامبر ۲۰۰۰ |
| ۱۲۳۰۱۳ | 2000 SV264  | ۲۶ سپتامبر ۲۰۰۰ |
| ۱۲۳۰۱۴ | 2000 SB265  | ۲۶ سپتامبر ۲۰۰۰ |
| ۱۲۳۰۱۵ | 2000 SW265  | ۲۶ سپتامبر ۲۰۰۰ |
| ۱۲۳۰۱۶ | 2000 SA266  | ۲۶ سپتامبر ۲۰۰۰ |
| ۱۲۳۰۱۷ | 2000 SD266  | ۲۶ سپتامبر ۲۰۰۰ |
| ۱۲۳۰۱۸ | 2000 SG267  | ۲۷ سپتامبر ۲۰۰۰ |
| ۱۲۳۰۱۹ | 2000 SX268  | ۲۷ سپتامبر ۲۰۰۰ |
| ۱۲۳۰۲۰ | 2000 SV270  | ۲۷ سپتامبر ۲۰۰۰ |
| ۱۲۳۰۲۱ | 2000 SV272  | ۲۸ سپتامبر ۲۰۰۰ |
| ۱۲۳۰۲۲ | 2000 SX272  | ۲۸ سپتامبر ۲۰۰۰ |
| ۱۲۳۰۲۳ | 2000 SE273  | ۲۸ سپتامبر ۲۰۰۰ |
| ۱۲۳۰۲۴ | 2000 SM276  | ۳۰ سپتامبر ۲۰۰۰ |
| ۱۲۳۰۲۵ | 2000 SB279  | ۳۰ سپتامبر ۲۰۰۰ |
| ۱۲۳۰۲۶ | 2000 SZ279  | ۲۵ سپتامبر ۲۰۰۰ |
| ۱۲۳۰۲۷ | 2000 SC280  | ۲۷ سپتامبر ۲۰۰۰ |
| ۱۲۳۰۲۸ | 2000 SD282  | ۲۳ سپتامبر ۲۰۰۰ |
| ۱۲۳۰۲۹ | 2000 SO282  | ۲۳ سپتامبر ۲۰۰۰ |
| ۱۲۳۰۳۰ | 2000 SH283  | ۲۳ سپتامبر ۲۰۰۰ |
| ۱۲۳۰۳۱ | 2000 SN283  | ۲۳ سپتامبر ۲۰۰۰ |
| ۱۲۳۰۳۲ | 2000 SG286  | ۲۴ سپتامبر ۲۰۰۰ |
| ۱۲۳۰۳۳ | 2000 SJ286  | ۲۴ سپتامبر ۲۰۰۰ |
| ۱۲۳۰۳۴ | 2000 SG288  | ۲۶ سپتامبر ۲۰۰۰ |
| ۱۲۳۰۳۵ | 2000 SK288  | ۲۷ سپتامبر ۲۰۰۰ |
| ۱۲۳۰۳۶ | 2000 SO288  | ۲۷ سپتامبر ۲۰۰۰ |
| ۱۲۳۰۳۷ | 2000 SF289  | ۲۷ سپتامبر ۲۰۰۰ |
| ۱۲۳۰۳۸ | 2000 SH290  | ۲۷ سپتامبر ۲۰۰۰ |
| ۱۲۳۰۳۹ | 2000 SJ290  | ۲۷ سپتامبر ۲۰۰۰ |
| ۱۲۳۰۴۰ | 2000 SK291  | ۲۷ سپتامبر ۲۰۰۰ |
| ۱۲۳۰۴۱ | 2000 SP291  | ۲۷ سپتامبر ۲۰۰۰ |
| ۱۲۳۰۴۲ | 2000 SR291  | ۲۷ سپتامبر ۲۰۰۰ |
| ۱۲۳۰۴۳ | 2000 SV291  | ۲۷ سپتامبر ۲۰۰۰ |
| ۱۲۳۰۴۴ | 2000 SK292  | ۲۷ سپتامبر ۲۰۰۰ |
| ۱۲۳۰۴۵ | 2000 SO292  | ۲۷ سپتامبر ۲۰۰۰ |
| ۱۲۳۰۴۶ | 2000 SG294  | ۲۷ سپتامبر ۲۰۰۰ |
| ۱۲۳۰۴۷ | 2000 ST294  | ۲۷ سپتامبر ۲۰۰۰ |
| ۱۲۳۰۴۸ | 2000 SY294  | ۲۷ سپتامبر ۲۰۰۰ |
| ۱۲۳۰۴۹ | 2000 SA295  | ۲۷ سپتامبر ۲۰۰۰ |
| ۱۲۳۰۵۰ | 2000 SL295  | ۲۷ سپتامبر ۲۰۰۰ |
| ۱۲۳۰۵۱ | 2000 SN295  | ۲۷ سپتامبر ۲۰۰۰ |
| ۱۲۳۰۵۲ | 2000 SY295  | ۲۷ سپتامبر ۲۰۰۰ |
| ۱۲۳۰۵۳ | 2000 SV297  | ۲۸ سپتامبر ۲۰۰۰ |
| ۱۲۳۰۵۴ | 2000 SH298  | ۲۸ سپتامبر ۲۰۰۰ |
| ۱۲۳۰۵۵ | 2000 SR298  | ۲۸ سپتامبر ۲۰۰۰ |
| ۱۲۳۰۵۶ | 2000 SO300  | ۲۸ سپتامبر ۲۰۰۰ |
| ۱۲۳۰۵۷ | 2000 SP300  | ۲۸ سپتامبر ۲۰۰۰ |
| ۱۲۳۰۵۸ | 2000 SZ300  | ۲۸ سپتامبر ۲۰۰۰ |
| ۱۲۳۰۵۹ | 2000 SV301  | ۲۸ سپتامبر ۲۰۰۰ |
| ۱۲۳۰۶۰ | 2000 SZ301  | ۲۸ سپتامبر ۲۰۰۰ |
| ۱۲۳۰۶۱ | 2000 SV302  | ۲۸ سپتامبر ۲۰۰۰ |
| ۱۲۳۰۶۲ | 2000 SY302  | ۲۸ سپتامبر ۲۰۰۰ |
| ۱۲۳۰۶۳ | 2000 SL303  | ۲۸ سپتامبر ۲۰۰۰ |
| ۱۲۳۰۶۴ | 2000 SN303  | ۲۸ سپتامبر ۲۰۰۰ |
| ۱۲۳۰۶۵ | 2000 SY303  | ۳۰ سپتامبر ۲۰۰۰ |
| ۱۲۳۰۶۶ | 2000 SG304  | ۳۰ سپتامبر ۲۰۰۰ |
| ۱۲۳۰۶۷ | 2000 SZ304  | ۳۰ سپتامبر ۲۰۰۰ |
| ۱۲۳۰۶۸ | 2000 SJ305  | ۳۰ سپتامبر ۲۰۰۰ |
| ۱۲۳۰۶۹ | 2000 SS306  | ۳۰ سپتامبر ۲۰۰۰ |
| ۱۲۳۰۷۰ | 2000 SQ309  | ۲۴ سپتامبر ۲۰۰۰ |
| ۱۲۳۰۷۱ | 2000 ST310  | ۲۶ سپتامبر ۲۰۰۰ |
| ۱۲۳۰۷۲ | 2000 SE311  | ۲۶ سپتامبر ۲۰۰۰ |
| ۱۲۳۰۷۳ | 2000 SF311  | ۲۶ سپتامبر ۲۰۰۰ |
| ۱۲۳۰۷۴ | 2000 SG311  | ۲۶ سپتامبر ۲۰۰۰ |
| ۱۲۳۰۷۵ | 2000 SA312  | ۲۷ سپتامبر ۲۰۰۰ |
| ۱۲۳۰۷۶ | 2000 SK312  | ۲۷ سپتامبر ۲۰۰۰ |
| ۱۲۳۰۷۷ | 2000 SF313  | ۲۷ سپتامبر ۲۰۰۰ |
| ۱۲۳۰۷۸ | 2000 SZ313  | ۲۷ سپتامبر ۲۰۰۰ |
| ۱۲۳۰۷۹ | 2000 SG315  | ۲۸ سپتامبر ۲۰۰۰ |
| ۱۲۳۰۸۰ | 2000 SA316  | ۳۰ سپتامبر ۲۰۰۰ |
| ۱۲۳۰۸۱ | 2000 SN316  | ۳۰ سپتامبر ۲۰۰۰ |
| ۱۲۳۰۸۲ | 2000 SD319  | ۲۶ سپتامبر ۲۰۰۰ |
| ۱۲۳۰۸۳ | 2000 SL319  | ۲۶ سپتامبر ۲۰۰۰ |
| ۱۲۳۰۸۴ | 2000 SV319  | ۲۷ سپتامبر ۲۰۰۰ |
| ۱۲۳۰۸۵ | 2000 ST320  | ۳۰ سپتامبر ۲۰۰۰ |
| ۱۲۳۰۸۶ | 2000 SH321  | ۲۸ سپتامبر ۲۰۰۰ |
| ۱۲۳۰۸۷ | 2000 SQ327  | ۳۰ سپتامبر ۲۰۰۰ |
| ۱۲۳۰۸۸ | 2000 SU327  | ۳۰ سپتامبر ۲۰۰۰ |
| ۱۲۳۰۸۹ | 2000 SL328  | ۳۰ سپتامبر ۲۰۰۰ |
| ۱۲۳۰۹۰ | 2000 SQ328  | ۳۰ سپتامبر ۲۰۰۰ |
| ۱۲۳۰۹۱ | 2000 SE329  | ۲۷ سپتامبر ۲۰۰۰ |
| ۱۲۳۰۹۲ | 2000 SZ333  | ۲۶ سپتامبر ۲۰۰۰ |
| ۱۲۳۰۹۳ | 2000 SD335  | ۲۶ سپتامبر ۲۰۰۰ |
| ۱۲۳۰۹۴ | 2000 SL336  | ۲۶ سپتامبر ۲۰۰۰ |
| ۱۲۳۰۹۵ | 2000 SV336  | ۲۶ سپتامبر ۲۰۰۰ |
| ۱۲۳۰۹۶ | 2000 SJ338  | ۲۵ سپتامبر ۲۰۰۰ |
| ۱۲۳۰۹۷ | 2000 SE340  | ۲۴ سپتامبر ۲۰۰۰ |
| ۱۲۳۰۹۸ | 2000 SJ340  | ۲۴ سپتامبر ۲۰۰۰ |
| ۱۲۳۰۹۹ | 2000 SF342  | ۲۴ سپتامبر ۲۰۰۰ |
| ۱۲۳۱۰۰ | 2000 SC343  | ۲۴ سپتامبر ۲۰۰۰ |
| ۱۲۳۱۰۱ | 2000 SQ344  | ۲۹ سپتامبر ۲۰۰۰ |
| ۱۲۳۱۰۲ | 2000 SU344  | ۲۰ سپتامبر ۲۰۰۰ |
| ۱۲۳۱۰۳ | 2000 SJ347  | ۲۵ سپتامبر ۲۰۰۰ |
| ۱۲۳۱۰۴ | 2000 SV348  | ۳۰ سپتامبر ۲۰۰۰ |
| ۱۲۳۱۰۵ | 2000 SS349  | ۲۹ سپتامبر ۲۰۰۰ |
| ۱۲۳۱۰۶ | 2000 SX349  | ۲۹ سپتامبر ۲۰۰۰ |
| ۱۲۳۱۰۷ | 2000 SF350  | ۲۹ سپتامبر ۲۰۰۰ |
| ۱۲۳۱۰۸ | 2000 SM351  | ۲۹ سپتامبر ۲۰۰۰ |
| ۱۲۳۱۰۹ | 2000 SQ355  | ۲۹ سپتامبر ۲۰۰۰ |
| ۱۲۳۱۱۰ | 2000 SL357  | ۲۸ سپتامبر ۲۰۰۰ |
| ۱۲۳۱۱۱ | 2000 SV357  | ۲۸ سپتامبر ۲۰۰۰ |
| ۱۲۳۱۱۲ | 2000 SW357  | ۲۸ سپتامبر ۲۰۰۰ |
| ۱۲۳۱۱۳ | 2000 SH361  | ۲۳ سپتامبر ۲۰۰۰ |
| ۱۲۳۱۱۴ | 2000 SO365  | ۲۱ سپتامبر ۲۰۰۰ |
| ۱۲۳۱۱۵ | 2000 SE366  | ۲۳ سپتامبر ۲۰۰۰ |
| ۱۲۳۱۱۶ | 2000 SC367  | ۲۳ سپتامبر ۲۰۰۰ |
| ۱۲۳۱۱۷ | 2000 SD367  | ۲۳ سپتامبر ۲۰۰۰ |
| ۱۲۳۱۱۸ | 2000 SH369  | ۲۲ سپتامبر ۲۰۰۰ |
| ۱۲۳۱۱۹ | 2000 SA370  | ۲۴ سپتامبر ۲۰۰۰ |
| ۱۲۳۱۲۰ | 2000 SQ372  | ۲۶ سپتامبر ۲۰۰۰ |
| ۱۲۳۱۲۱ | 2000 TA3    | ۱ اکتبر ۲۰۰۰    |
| ۱۲۳۱۲۲ | 2000 TS4    | ۱ اکتبر ۲۰۰۰    |
| ۱۲۳۱۲۳ | 2000 TD5    | ۱ اکتبر ۲۰۰۰    |
| ۱۲۳۱۲۴ | 2000 TZ5    | ۱ اکتبر ۲۰۰۰    |
| ۱۲۳۱۲۵ | 2000 TQ7    | ۱ اکتبر ۲۰۰۰    |
| ۱۲۳۱۲۶ | 2000 TS7    | ۱ اکتبر ۲۰۰۰    |
| ۱۲۳۱۲۷ | 2000 TA8    | ۱ اکتبر ۲۰۰۰    |
| ۱۲۳۱۲۸ | 2000 TW8    | ۱ اکتبر ۲۰۰۰    |
| ۱۲۳۱۲۹ | 2000 TX11   | ۱ اکتبر ۲۰۰۰    |
| ۱۲۳۱۳۰ | 2000 TY11   | ۱ اکتبر ۲۰۰۰    |
| ۱۲۳۱۳۱ | 2000 TD12   | ۱ اکتبر ۲۰۰۰    |
| ۱۲۳۱۳۲ | 2000 TK12   | ۱ اکتبر ۲۰۰۰    |
| ۱۲۳۱۳۳ | 2000 TH13   | ۱ اکتبر ۲۰۰۰    |
| ۱۲۳۱۳۴ | 2000 TL13   | ۱ اکتبر ۲۰۰۰    |
| ۱۲۳۱۳۵ | 2000 TS13   | ۱ اکتبر ۲۰۰۰    |
| ۱۲۳۱۳۶ | 2000 TA16   | ۱ اکتبر ۲۰۰۰    |
| ۱۲۳۱۳۷ | 2000 TN17   | ۱ اکتبر ۲۰۰۰    |
| ۱۲۳۱۳۸ | 2000 TZ17   | ۱ اکتبر ۲۰۰۰    |
| ۱۲۳۱۳۹ | 2000 TB18   | ۱ اکتبر ۲۰۰۰    |
| ۱۲۳۱۴۰ | 2000 TD18   | ۱ اکتبر ۲۰۰۰    |
| ۱۲۳۱۴۱ | 2000 TK18   | ۱ اکتبر ۲۰۰۰    |
| ۱۲۳۱۴۲ | 2000 TN18   | ۱ اکتبر ۲۰۰۰    |
| ۱۲۳۱۴۳ | 2000 TX18   | ۱ اکتبر ۲۰۰۰    |
| ۱۲۳۱۴۴ | 2000 TY19   | ۱ اکتبر ۲۰۰۰    |
| ۱۲۳۱۴۵ | 2000 TU21   | ۱ اکتبر ۲۰۰۰    |
| ۱۲۳۱۴۶ | 2000 TB24   | ۲ اکتبر ۲۰۰۰    |
| ۱۲۳۱۴۷ | 2000 TL25   | ۲ اکتبر ۲۰۰۰    |
| ۱۲۳۱۴۸ | 2000 TY25   | ۱ اکتبر ۲۰۰۰    |
| ۱۲۳۱۴۹ | 2000 TK29   | ۳ اکتبر ۲۰۰۰    |
| ۱۲۳۱۵۰ | 2000 TJ32   | ۶ اکتبر ۲۰۰۰    |
| ۱۲۳۱۵۱ | 2000 TJ33   | ۴ اکتبر ۲۰۰۰    |
| ۱۲۳۱۵۲ | 2000 TQ37   | ۱ اکتبر ۲۰۰۰    |
| ۱۲۳۱۵۳ | 2000 TK38   | ۱ اکتبر ۲۰۰۰    |
| ۱۲۳۱۵۴ | 2000 TH39   | ۱ اکتبر ۲۰۰۰    |
| ۱۲۳۱۵۵ | 2000 TL40   | ۱ اکتبر ۲۰۰۰    |
| ۱۲۳۱۵۶ | 2000 TM43   | ۱ اکتبر ۲۰۰۰    |
| ۱۲۳۱۵۷ | 2000 TG45   | ۱ اکتبر ۲۰۰۰    |
| ۱۲۳۱۵۸ | 2000 TS45   | ۱ اکتبر ۲۰۰۰    |
| ۱۲۳۱۵۹ | 2000 TZ45   | ۱ اکتبر ۲۰۰۰    |
| ۱۲۳۱۶۰ | 2000 TO46   | ۱ اکتبر ۲۰۰۰    |
| ۱۲۳۱۶۱ | 2000 TD47   | ۱ اکتبر ۲۰۰۰    |
| ۱۲۳۱۶۲ | 2000 TV47   | ۱ اکتبر ۲۰۰۰    |
| ۱۲۳۱۶۳ | 2000 TV48   | ۱ اکتبر ۲۰۰۰    |
| ۱۲۳۱۶۴ | 2000 TZ50   | ۱ اکتبر ۲۰۰۰    |
| ۱۲۳۱۶۵ | 2000 TK51   | ۱ اکتبر ۲۰۰۰    |
| ۱۲۳۱۶۶ | 2000 TU51   | ۱ اکتبر ۲۰۰۰    |
| ۱۲۳۱۶۷ | 2000 TY53   | ۱ اکتبر ۲۰۰۰    |
| ۱۲۳۱۶۸ | 2000 TC54   | ۱ اکتبر ۲۰۰۰    |
| ۱۲۳۱۶۹ | 2000 TC57   | ۲ اکتبر ۲۰۰۰    |
| ۱۲۳۱۷۰ | 2000 TA58   | ۲ اکتبر ۲۰۰۰    |
| ۱۲۳۱۷۱ | 2000 TL58   | ۲ اکتبر ۲۰۰۰    |
| ۱۲۳۱۷۲ | 2000 TA59   | ۲ اکتبر ۲۰۰۰    |
| ۱۲۳۱۷۳ | 2000 TK61   | ۲ اکتبر ۲۰۰۰    |
| ۱۲۳۱۷۴ | 2000 TU61   | ۲ اکتبر ۲۰۰۰    |
| ۱۲۳۱۷۵ | 2000 TD63   | ۳ اکتبر ۲۰۰۰    |
| ۱۲۳۱۷۶ | 2000 TO63   | ۳ اکتبر ۲۰۰۰    |
| ۱۲۳۱۷۷ | 2000 TD66   | ۱ اکتبر ۲۰۰۰    |
| ۱۲۳۱۷۸ | 2000 TU66   | ۲ اکتبر ۲۰۰۰    |
| ۱۲۳۱۷۹ | 2000 TM67   | ۲ اکتبر ۲۰۰۰    |
| ۱۲۳۱۸۰ | 2000 TP68   | ۶ اکتبر ۲۰۰۰    |
| ۱۲۳۱۸۱ | 2000 UW2    | ۲۲ اکتبر ۲۰۰۰   |
| ۱۲۳۱۸۲ | 2000 UY3    | ۲۴ اکتبر ۲۰۰۰   |
| ۱۲۳۱۸۳ | 2000 UQ4    | ۲۴ اکتبر ۲۰۰۰   |
| ۱۲۳۱۸۴ | 2000 UQ6    | ۲۴ اکتبر ۲۰۰۰   |
| ۱۲۳۱۸۵ | 2000 UJ7    | ۲۴ اکتبر ۲۰۰۰   |
| ۱۲۳۱۸۶ | 2000 UB9    | ۲۴ اکتبر ۲۰۰۰   |
| ۱۲۳۱۸۷ | 2000 UV10   | ۲۵ اکتبر ۲۰۰۰   |
| ۱۲۳۱۸۸ | 2000 UW10   | ۲۵ اکتبر ۲۰۰۰   |
| ۱۲۳۱۸۹ | 2000 UP13   | ۲۳ اکتبر ۲۰۰۰   |
| ۱۲۳۱۹۰ | 2000 UK14   | ۲۴ اکتبر ۲۰۰۰   |
| ۱۲۳۱۹۱ | 2000 UT14   | ۲۵ اکتبر ۲۰۰۰   |
| ۱۲۳۱۹۲ | 2000 UA15   | ۲۵ اکتبر ۲۰۰۰   |
| ۱۲۳۱۹۳ | 2000 UD15   | ۲۵ اکتبر ۲۰۰۰   |
| ۱۲۳۱۹۴ | 2000 UW15   | ۲۷ اکتبر ۲۰۰۰   |
| ۱۲۳۱۹۵ | 2000 UU18   | ۲۵ اکتبر ۲۰۰۰   |
| ۱۲۳۱۹۶ | 2000 UC19   | ۲۹ اکتبر ۲۰۰۰   |
| ۱۲۳۱۹۷ | 2000 UV19   | ۲۴ اکتبر ۲۰۰۰   |
| ۱۲۳۱۹۸ | 2000 UF20   | ۲۴ اکتبر ۲۰۰۰   |
| ۱۲۳۱۹۹ | 2000 UQ20   | ۲۴ اکتبر ۲۰۰۰   |
| ۱۲۳۲۰۰ | 2000 UA24   | ۲۴ اکتبر ۲۰۰۰   |
| ۱۲۳۲۰۱ | 2000 UK24   | ۲۴ اکتبر ۲۰۰۰   |
| ۱۲۳۲۰۲ | 2000 UG25   | ۲۴ اکتبر ۲۰۰۰   |
| ۱۲۳۲۰۳ | 2000 UV27   | ۲۵ اکتبر ۲۰۰۰   |
| ۱۲۳۲۰۴ | 2000 UX27   | ۲۵ اکتبر ۲۰۰۰   |
| ۱۲۳۲۰۵ | 2000 UZ27   | ۲۵ اکتبر ۲۰۰۰   |
| ۱۲۳۲۰۶ | 2000 UA28   | ۲۵ اکتبر ۲۰۰۰   |
| ۱۲۳۲۰۷ | 2000 UC28   | ۲۵ اکتبر ۲۰۰۰   |
| ۱۲۳۲۰۸ | 2000 UO29   | ۲۴ اکتبر ۲۰۰۰   |
| ۱۲۳۲۰۹ | 2000 UW32   | ۲۹ اکتبر ۲۰۰۰   |
| ۱۲۳۲۱۰ | 2000 UW34   | ۲۴ اکتبر ۲۰۰۰   |
| ۱۲۳۲۱۱ | 2000 UW36   | ۲۴ اکتبر ۲۰۰۰   |
| ۱۲۳۲۱۲ | 2000 UY36   | ۲۴ اکتبر ۲۰۰۰   |
| ۱۲۳۲۱۳ | 2000 UK37   | ۲۴ اکتبر ۲۰۰۰   |
| ۱۲۳۲۱۴ | 2000 UX37   | ۲۴ اکتبر ۲۰۰۰   |
| ۱۲۳۲۱۵ | 2000 UG38   | ۲۴ اکتبر ۲۰۰۰   |
| ۱۲۳۲۱۶ | 2000 UZ39   | ۲۴ اکتبر ۲۰۰۰   |
| ۱۲۳۲۱۷ | 2000 UF40   | ۲۴ اکتبر ۲۰۰۰   |
| ۱۲۳۲۱۸ | 2000 UN40   | ۲۴ اکتبر ۲۰۰۰   |
| ۱۲۳۲۱۹ | 2000 UC41   | ۲۴ اکتبر ۲۰۰۰   |
| ۱۲۳۲۲۰ | 2000 UR41   | ۲۴ اکتبر ۲۰۰۰   |
| ۱۲۳۲۲۱ | 2000 UQ44   | ۲۴ اکتبر ۲۰۰۰   |
| ۱۲۳۲۲۲ | 2000 UX46   | ۲۴ اکتبر ۲۰۰۰   |
| ۱۲۳۲۲۳ | 2000 UH47   | ۲۴ اکتبر ۲۰۰۰   |
| ۱۲۳۲۲۴ | 2000 UR48   | ۲۴ اکتبر ۲۰۰۰   |
| ۱۲۳۲۲۵ | 2000 UW48   | ۲۴ اکتبر ۲۰۰۰   |
| ۱۲۳۲۲۶ | 2000 UD49   | ۲۴ اکتبر ۲۰۰۰   |
| ۱۲۳۲۲۷ | 2000 UP49   | ۲۴ اکتبر ۲۰۰۰   |
| ۱۲۳۲۲۸ | 2000 UE50   | ۲۴ اکتبر ۲۰۰۰   |
| ۱۲۳۲۲۹ | 2000 UT52   | ۲۴ اکتبر ۲۰۰۰   |
| ۱۲۳۲۳۰ | 2000 UL53   | ۲۴ اکتبر ۲۰۰۰   |
| ۱۲۳۲۳۱ | 2000 UC55   | ۲۴ اکتبر ۲۰۰۰   |
| ۱۲۳۲۳۲ | 2000 UQ56   | ۲۵ اکتبر ۲۰۰۰   |
| ۱۲۳۲۳۳ | 2000 US56   | ۲۵ اکتبر ۲۰۰۰   |
| ۱۲۳۲۳۴ | 2000 UO57   | ۲۵ اکتبر ۲۰۰۰   |
| ۱۲۳۲۳۵ | 2000 UP57   | ۲۵ اکتبر ۲۰۰۰   |
| ۱۲۳۲۳۶ | 2000 UX57   | ۲۵ اکتبر ۲۰۰۰   |
| ۱۲۳۲۳۷ | 2000 UH58   | ۲۵ اکتبر ۲۰۰۰   |
| ۱۲۳۲۳۸ | 2000 UN58   | ۲۵ اکتبر ۲۰۰۰   |
| ۱۲۳۲۳۹ | 2000 UQ58   | ۲۵ اکتبر ۲۰۰۰   |
| ۱۲۳۲۴۰ | 2000 UU59   | ۲۵ اکتبر ۲۰۰۰   |
| ۱۲۳۲۴۱ | 2000 UL60   | ۲۵ اکتبر ۲۰۰۰   |
| ۱۲۳۲۴۲ | 2000 US61   | ۲۵ اکتبر ۲۰۰۰   |
| ۱۲۳۲۴۳ | 2000 UW63   | ۲۵ اکتبر ۲۰۰۰   |
| ۱۲۳۲۴۴ | 2000 UY64   | ۲۵ اکتبر ۲۰۰۰   |
| ۱۲۳۲۴۵ | 2000 UC65   | ۲۵ اکتبر ۲۰۰۰   |
| ۱۲۳۲۴۶ | 2000 UO65   | ۲۵ اکتبر ۲۰۰۰   |
| ۱۲۳۲۴۷ | 2000 UL67   | ۲۵ اکتبر ۲۰۰۰   |
| ۱۲۳۲۴۸ | 2000 UT67   | ۲۵ اکتبر ۲۰۰۰   |
| ۱۲۳۲۴۹ | 2000 UK68   | ۲۵ اکتبر ۲۰۰۰   |
| ۱۲۳۲۵۰ | 2000 UN68   | ۲۵ اکتبر ۲۰۰۰   |
| ۱۲۳۲۵۱ | 2000 UP68   | ۲۵ اکتبر ۲۰۰۰   |
| ۱۲۳۲۵۲ | 2000 UG69   | ۲۵ اکتبر ۲۰۰۰   |
| ۱۲۳۲۵۳ | 2000 UC70   | ۲۵ اکتبر ۲۰۰۰   |
| ۱۲۳۲۵۴ | 2000 UT70   | ۲۵ اکتبر ۲۰۰۰   |
| ۱۲۳۲۵۵ | 2000 UM71   | ۲۵ اکتبر ۲۰۰۰   |
| ۱۲۳۲۵۶ | 2000 US73   | ۲۶ اکتبر ۲۰۰۰   |
| ۱۲۳۲۵۷ | 2000 UT73   | ۲۶ اکتبر ۲۰۰۰   |
| ۱۲۳۲۵۸ | 2000 UO74   | ۳۰ اکتبر ۲۰۰۰   |
| ۱۲۳۲۵۹ | 2000 UV74   | ۳۱ اکتبر ۲۰۰۰   |
| ۱۲۳۲۶۰ | 2000 UR76   | ۲۴ اکتبر ۲۰۰۰   |
| ۱۲۳۲۶۱ | 2000 UO77   | ۲۴ اکتبر ۲۰۰۰   |
| ۱۲۳۲۶۲ | 2000 UJ78   | ۲۴ اکتبر ۲۰۰۰   |
| ۱۲۳۲۶۳ | 2000 UO78   | ۲۴ اکتبر ۲۰۰۰   |
| ۱۲۳۲۶۴ | 2000 US78   | ۲۴ اکتبر ۲۰۰۰   |
| ۱۲۳۲۶۵ | 2000 UA80   | ۲۴ اکتبر ۲۰۰۰   |
| ۱۲۳۲۶۶ | 2000 UY81   | ۲۵ اکتبر ۲۰۰۰   |
| ۱۲۳۲۶۷ | 2000 UK82   | ۲۶ اکتبر ۲۰۰۰   |
| ۱۲۳۲۶۸ | 2000 UQ82   | ۲۹ اکتبر ۲۰۰۰   |
| ۱۲۳۲۶۹ | 2000 UT84   | ۳۱ اکتبر ۲۰۰۰   |
| ۱۲۳۲۷۰ | 2000 UB85   | ۳۱ اکتبر ۲۰۰۰   |
| ۱۲۳۲۷۱ | 2000 UA88   | ۳۱ اکتبر ۲۰۰۰   |
| ۱۲۳۲۷۲ | 2000 UN89   | ۳۱ اکتبر ۲۰۰۰   |
| ۱۲۳۲۷۳ | 2000 UO90   | ۲۴ اکتبر ۲۰۰۰   |
| ۱۲۳۲۷۴ | 2000 UZ90   | ۲۵ اکتبر ۲۰۰۰   |
| ۱۲۳۲۷۵ | 2000 UO91   | ۲۵ اکتبر ۲۰۰۰   |
| ۱۲۳۲۷۶ | 2000 UO93   | ۲۵ اکتبر ۲۰۰۰   |
| ۱۲۳۲۷۷ | 2000 UU93   | ۲۵ اکتبر ۲۰۰۰   |
| ۱۲۳۲۷۸ | 2000 UG95   | ۲۵ اکتبر ۲۰۰۰   |
| ۱۲۳۲۷۹ | 2000 UP96   | ۲۵ اکتبر ۲۰۰۰   |
| ۱۲۳۲۸۰ | 2000 UT96   | ۲۵ اکتبر ۲۰۰۰   |
| ۱۲۳۲۸۱ | 2000 UY96   | ۲۵ اکتبر ۲۰۰۰   |
| ۱۲۳۲۸۲ | 2000 US97   | ۲۵ اکتبر ۲۰۰۰   |
| ۱۲۳۲۸۳ | 2000 UH98   | ۲۵ اکتبر ۲۰۰۰   |
| ۱۲۳۲۸۴ | 2000 UZ98   | ۲۵ اکتبر ۲۰۰۰   |
| ۱۲۳۲۸۵ | 2000 UE99   | ۲۵ اکتبر ۲۰۰۰   |
| ۱۲۳۲۸۶ | 2000 UG99   | ۲۵ اکتبر ۲۰۰۰   |
| ۱۲۳۲۸۷ | 2000 UK99   | ۲۵ اکتبر ۲۰۰۰   |
| ۱۲۳۲۸۸ | 2000 UV99   | ۲۵ اکتبر ۲۰۰۰   |
| ۱۲۳۲۸۹ | 2000 UC100  | ۲۵ اکتبر ۲۰۰۰   |
| ۱۲۳۲۹۰ | Manoa       | ۲۵ اکتبر ۲۰۰۰   |
| ۱۲۳۲۹۱ | 2000 UH101  | ۲۵ اکتبر ۲۰۰۰   |
| ۱۲۳۲۹۲ | 2000 UT101  | ۲۵ اکتبر ۲۰۰۰   |
| ۱۲۳۲۹۳ | 2000 UU102  | ۲۵ اکتبر ۲۰۰۰   |
| ۱۲۳۲۹۴ | 2000 UX102  | ۲۵ اکتبر ۲۰۰۰   |
| ۱۲۳۲۹۵ | 2000 UH103  | ۲۵ اکتبر ۲۰۰۰   |
| ۱۲۳۲۹۶ | 2000 UJ104  | ۲۵ اکتبر ۲۰۰۰   |
| ۱۲۳۲۹۷ | 2000 UC105  | ۲۹ اکتبر ۲۰۰۰   |
| ۱۲۳۲۹۸ | 2000 UB110  | ۳۱ اکتبر ۲۰۰۰   |
| ۱۲۳۲۹۹ | 2000 UG111  | ۲۶ اکتبر ۲۰۰۰   |
| ۱۲۳۳۰۰ | 2000 UF112  | ۳۱ اکتبر ۲۰۰۰   |
| ۱۲۳۳۰۱ | 2000 UK112  | ۲۵ اکتبر ۲۰۰۰   |
| ۱۲۳۳۰۲ | 2000 UW112  | ۱۹ اکتبر ۲۰۰۰   |
| ۱۲۳۳۰۲ | 2000 VT     | ۱ نوامبر ۲۰۰۰   |
| ۱۲۳۳۰۴ | 2000 VO1    | ۱ نوامبر ۲۰۰۰   |
| ۱۲۳۳۰۵ | 2000 VZ1    | ۱ نوامبر ۲۰۰۰   |
| ۱۲۳۳۰۶ | 2000 VC3    | ۲ نوامبر ۲۰۰۰   |
| ۱۲۳۳۰۷ | 2000 VZ4    | ۱ نوامبر ۲۰۰۰   |
| ۱۲۳۳۰۸ | 2000 VT6    | ۱ نوامبر ۲۰۰۰   |
| ۱۲۳۳۰۹ | 2000 VV6    | ۱ نوامبر ۲۰۰۰   |
| ۱۲۳۳۱۰ | 2000 VF7    | ۱ نوامبر ۲۰۰۰   |
| ۱۲۳۳۱۱ | 2000 VV7    | ۱ نوامبر ۲۰۰۰   |
| ۱۲۳۳۱۲ | 2000 VY7    | ۱ نوامبر ۲۰۰۰   |
| ۱۲۳۳۱۳ | 2000 VZ7    | ۱ نوامبر ۲۰۰۰   |
| ۱۲۳۳۱۴ | 2000 VC8    | ۱ نوامبر ۲۰۰۰   |
| ۱۲۳۳۱۵ | 2000 VT8    | ۱ نوامبر ۲۰۰۰   |
| ۱۲۳۳۱۶ | 2000 VR9    | ۱ نوامبر ۲۰۰۰   |
| ۱۲۳۳۱۷ | 2000 VU9    | ۱ نوامبر ۲۰۰۰   |
| ۱۲۳۳۱۸ | 2000 VC10   | ۱ نوامبر ۲۰۰۰   |
| ۱۲۳۳۱۹ | 2000 VN10   | ۱ نوامبر ۲۰۰۰   |
| ۱۲۳۳۲۰ | 2000 VV15   | ۱ نوامبر ۲۰۰۰   |
| ۱۲۳۳۲۱ | 2000 VF17   | ۱ نوامبر ۲۰۰۰   |
| ۱۲۳۳۲۲ | 2000 VS19   | ۱ نوامبر ۲۰۰۰   |
| ۱۲۳۳۲۳ | 2000 VU19   | ۱ نوامبر ۲۰۰۰   |
| ۱۲۳۳۲۴ | 2000 VA20   | ۱ نوامبر ۲۰۰۰   |
| ۱۲۳۳۲۵ | 2000 VV20   | ۱ نوامبر ۲۰۰۰   |
| ۱۲۳۳۲۶ | 2000 VE22   | ۱ نوامبر ۲۰۰۰   |
| ۱۲۳۳۲۷ | 2000 VT23   | ۱ نوامبر ۲۰۰۰   |
| ۱۲۳۳۲۸ | 2000 VL30   | ۱ نوامبر ۲۰۰۰   |
| ۱۲۳۳۲۹ | 2000 VC31   | ۱ نوامبر ۲۰۰۰   |
| ۱۲۳۳۳۰ | 2000 VA38   | ۱ نوامبر ۲۰۰۰   |
| ۱۲۳۳۳۱ | 2000 VC40   | ۱ نوامبر ۲۰۰۰   |
| ۱۲۳۳۳۲ | 2000 VQ41   | ۱ نوامبر ۲۰۰۰   |
| ۱۲۳۳۳۳ | 2000 VF42   | ۱ نوامبر ۲۰۰۰   |
| ۱۲۳۳۳۴ | 2000 VY42   | ۱ نوامبر ۲۰۰۰   |
| ۱۲۳۳۳۵ | 2000 VQ43   | ۱ نوامبر ۲۰۰۰   |
| ۱۲۳۳۳۶ | 2000 VD45   | ۱ نوامبر ۲۰۰۰   |
| ۱۲۳۳۳۷ | 2000 VE46   | ۳ نوامبر ۲۰۰۰   |
| ۱۲۳۳۳۸ | 2000 VT47   | ۱ نوامبر ۲۰۰۰   |
| ۱۲۳۳۳۹ | 2000 VY52   | ۳ نوامبر ۲۰۰۰   |
| ۱۲۳۳۴۰ | 2000 VW53   | ۳ نوامبر ۲۰۰۰   |
| ۱۲۳۳۴۱ | 2000 VQ54   | ۳ نوامبر ۲۰۰۰   |
| ۱۲۳۳۴۲ | 2000 VS54   | ۳ نوامبر ۲۰۰۰   |
| ۱۲۳۳۴۳ | 2000 VT57   | ۳ نوامبر ۲۰۰۰   |
| ۱۲۳۳۴۴ | 2000 VA58   | ۳ نوامبر ۲۰۰۰   |
| ۱۲۳۳۴۵ | 2000 VF60   | ۱ نوامبر ۲۰۰۰   |
| ۱۲۳۳۴۶ | 2000 VG60   | ۱ نوامبر ۲۰۰۰   |
| ۱۲۳۳۴۷ | 2000 VV60   | ۱ نوامبر ۲۰۰۰   |
| ۱۲۳۳۴۸ | 2000 VY60   | ۱ نوامبر ۲۰۰۰   |
| ۱۲۳۳۴۹ | 2000 VP61   | ۹ نوامبر ۲۰۰۰   |
| ۱۲۳۳۵۰ | 2000 WQ1    | ۱۷ نوامبر ۲۰۰۰  |
| ۱۲۳۳۵۱ | 2000 WF2    | ۱۸ نوامبر ۲۰۰۰  |
| ۱۲۳۳۵۲ | 2000 WU3    | ۱۹ نوامبر ۲۰۰۰  |
| ۱۲۳۳۵۳ | 2000 WV4    | ۱۹ نوامبر ۲۰۰۰  |
| ۱۲۳۳۵۴ | 2000 WT6    | ۱۹ نوامبر ۲۰۰۰  |
| ۱۲۳۳۵۵ | 2000 WC9    | ۱۸ نوامبر ۲۰۰۰  |
| ۱۲۳۳۵۶ | 2000 WX15   | ۲۱ نوامبر ۲۰۰۰  |
| ۱۲۳۳۵۷ | 2000 WE18   | ۲۱ نوامبر ۲۰۰۰  |
| ۱۲۳۳۵۸ | 2000 WO19   | ۲۴ نوامبر ۲۰۰۰  |
| ۱۲۳۳۵۹ | 2000 WV23   | ۲۰ نوامبر ۲۰۰۰  |
| ۱۲۳۳۶۰ | 2000 WN26   | ۲۵ نوامبر ۲۰۰۰  |
| ۱۲۳۳۶۱ | 2000 WK28   | ۲۳ نوامبر ۲۰۰۰  |
| ۱۲۳۳۶۲ | 2000 WM28   | ۲۳ نوامبر ۲۰۰۰  |
| ۱۲۳۳۶۳ | 2000 WO30   | ۲۰ نوامبر ۲۰۰۰  |
| ۱۲۳۳۶۴ | 2000 WN31   | ۲۰ نوامبر ۲۰۰۰  |
| ۱۲۳۳۶۵ | 2000 WU31   | ۲۰ نوامبر ۲۰۰۰  |
| ۱۲۳۳۶۶ | 2000 WE32   | ۲۰ نوامبر ۲۰۰۰  |
| ۱۲۳۳۶۷ | 2000 WK32   | ۲۰ نوامبر ۲۰۰۰  |
| ۱۲۳۳۶۸ | 2000 WX32   | ۲۰ نوامبر ۲۰۰۰  |
| ۱۲۳۳۶۹ | 2000 WV35   | ۲۰ نوامبر ۲۰۰۰  |
| ۱۲۳۳۷۰ | 2000 WZ35   | ۲۰ نوامبر ۲۰۰۰  |
| ۱۲۳۳۷۱ | 2000 WD36   | ۲۰ نوامبر ۲۰۰۰  |
| ۱۲۳۳۷۲ | 2000 WA37   | ۲۰ نوامبر ۲۰۰۰  |
| ۱۲۳۳۷۳ | 2000 WW39   | ۲۰ نوامبر ۲۰۰۰  |
| ۱۲۳۳۷۴ | 2000 WE44   | ۲۱ نوامبر ۲۰۰۰  |
| ۱۲۳۳۷۵ | 2000 WU44   | ۲۱ نوامبر ۲۰۰۰  |
| ۱۲۳۳۷۶ | 2000 WV44   | ۲۱ نوامبر ۲۰۰۰  |
| ۱۲۳۳۷۷ | 2000 WA45   | ۲۱ نوامبر ۲۰۰۰  |
| ۱۲۳۳۷۸ | 2000 WU51   | ۲۷ نوامبر ۲۰۰۰  |
| ۱۲۳۳۷۹ | 2000 WJ53   | ۲۷ نوامبر ۲۰۰۰  |
| ۱۲۳۳۸۰ | 2000 WW53   | ۲۷ نوامبر ۲۰۰۰  |
| ۱۲۳۳۸۱ | 2000 WK57   | ۲۱ نوامبر ۲۰۰۰  |
| ۱۲۳۳۸۲ | 2000 WR58   | ۲۱ نوامبر ۲۰۰۰  |
| ۱۲۳۳۸۳ | 2000 WW58   | ۲۱ نوامبر ۲۰۰۰  |
| ۱۲۳۳۸۴ | 2000 WG60   | ۲۱ نوامبر ۲۰۰۰  |
| ۱۲۳۳۸۵ | 2000 WO62   | ۲۸ نوامبر ۲۰۰۰  |
| ۱۲۳۳۸۶ | 2000 WW62   | ۲۸ نوامبر ۲۰۰۰  |
| ۱۲۳۳۸۷ | 2000 WO66   | ۲۰ نوامبر ۲۰۰۰  |
| ۱۲۳۳۸۸ | 2000 WR69   | ۱۹ نوامبر ۲۰۰۰  |
| ۱۲۳۳۸۹ | 2000 WG71   | ۱۹ نوامبر ۲۰۰۰  |
| ۱۲۳۳۹۰ | 2000 WT71   | ۱۹ نوامبر ۲۰۰۰  |
| ۱۲۳۳۹۱ | 2000 WX71   | ۱۹ نوامبر ۲۰۰۰  |
| ۱۲۳۳۹۲ | 2000 WF72   | ۱۹ نوامبر ۲۰۰۰  |
| ۱۲۳۳۹۳ | 2000 WH72   | ۱۹ نوامبر ۲۰۰۰  |
| ۱۲۳۳۹۴ | 2000 WU73   | ۲۰ نوامبر ۲۰۰۰  |
| ۱۲۳۳۹۵ | 2000 WA75   | ۲۰ نوامبر ۲۰۰۰  |
| ۱۲۳۳۹۶ | 2000 WF75   | ۲۰ نوامبر ۲۰۰۰  |
| ۱۲۳۳۹۷ | 2000 WB78   | ۲۰ نوامبر ۲۰۰۰  |
| ۱۲۳۳۹۸ | 2000 WL79   | ۲۰ نوامبر ۲۰۰۰  |
| ۱۲۳۳۹۹ | 2000 WP80   | ۲۰ نوامبر ۲۰۰۰  |
| ۱۲۳۴۰۰ | 2000 WY80   | ۲۰ نوامبر ۲۰۰۰  |
| ۱۲۳۴۰۱ | 2000 WM83   | ۲۰ نوامبر ۲۰۰۰  |
| ۱۲۳۴۰۲ | 2000 WS83   | ۲۰ نوامبر ۲۰۰۰  |
| ۱۲۳۴۰۳ | 2000 WH86   | ۲۰ نوامبر ۲۰۰۰  |
| ۱۲۳۴۰۴ | 2000 WS88   | ۲۰ نوامبر ۲۰۰۰  |
| ۱۲۳۴۰۵ | 2000 WD90   | ۲۱ نوامبر ۲۰۰۰  |
| ۱۲۳۴۰۶ | 2000 WJ90   | ۲۱ نوامبر ۲۰۰۰  |
| ۱۲۳۴۰۷ | 2000 WG94   | ۲۱ نوامبر ۲۰۰۰  |
| ۱۲۳۴۰۸ | 2000 WZ94   | ۲۱ نوامبر ۲۰۰۰  |
| ۱۲۳۴۰۹ | 2000 WJ95   | ۲۱ نوامبر ۲۰۰۰  |
| ۱۲۳۴۱۰ | 2000 WV96   | ۲۱ نوامبر ۲۰۰۰  |
| ۱۲۳۴۱۱ | 2000 WM97   | ۲۱ نوامبر ۲۰۰۰  |
| ۱۲۳۴۱۲ | 2000 WZ97   | ۲۱ نوامبر ۲۰۰۰  |
| ۱۲۳۴۱۳ | 2000 WT98   | ۲۱ نوامبر ۲۰۰۰  |
| ۱۲۳۴۱۴ | 2000 WM99   | ۲۱ نوامبر ۲۰۰۰  |
| ۱۲۳۴۱۵ | 2000 WN99   | ۲۱ نوامبر ۲۰۰۰  |
| ۱۲۳۴۱۶ | 2000 WF100  | ۲۱ نوامبر ۲۰۰۰  |
| ۱۲۳۴۱۷ | 2000 WN103  | ۲۶ نوامبر ۲۰۰۰  |
| ۱۲۳۴۱۸ | 2000 WT103  | ۲۷ نوامبر ۲۰۰۰  |
| ۱۲۳۴۱۹ | 2000 WX103  | ۲۷ نوامبر ۲۰۰۰  |
| ۱۲۳۴۲۰ | 2000 WN105  | ۲۸ نوامبر ۲۰۰۰  |
| ۱۲۳۴۲۱ | 2000 WV105  | ۲۹ نوامبر ۲۰۰۰  |
| ۱۲۳۴۲۲ | 2000 WF106  | ۲۹ نوامبر ۲۰۰۰  |
| ۱۲۳۴۲۳ | 2000 WV107  | ۲۰ نوامبر ۲۰۰۰  |
| ۱۲۳۴۲۴ | 2000 WQ108  | ۲۰ نوامبر ۲۰۰۰  |
| ۱۲۳۴۲۵ | 2000 WM110  | ۲۰ نوامبر ۲۰۰۰  |
| ۱۲۳۴۲۶ | 2000 WE111  | ۲۰ نوامبر ۲۰۰۰  |
| ۱۲۳۴۲۷ | 2000 WX111  | ۲۰ نوامبر ۲۰۰۰  |
| ۱۲۳۴۲۸ | 2000 WJ112  | ۲۰ نوامبر ۲۰۰۰  |
| ۱۲۳۴۲۹ | 2000 WB115  | ۲۰ نوامبر ۲۰۰۰  |
| ۱۲۳۴۳۰ | 2000 WX115  | ۲۰ نوامبر ۲۰۰۰  |
| ۱۲۳۴۳۱ | 2000 WG117  | ۲۰ نوامبر ۲۰۰۰  |
| ۱۲۳۴۳۲ | 2000 WQ118  | ۲۰ نوامبر ۲۰۰۰  |
| ۱۲۳۴۳۳ | 2000 WY118  | ۲۰ نوامبر ۲۰۰۰  |
| ۱۲۳۴۳۴ | 2000 WD119  | ۲۰ نوامبر ۲۰۰۰  |
| ۱۲۳۴۳۵ | 2000 WJ119  | ۲۰ نوامبر ۲۰۰۰  |
| ۱۲۳۴۳۶ | 2000 WF120  | ۲۰ نوامبر ۲۰۰۰  |
| ۱۲۳۴۳۷ | 2000 WP121  | ۲۶ نوامبر ۲۰۰۰  |
| ۱۲۳۴۳۸ | 2000 WU121  | ۲۹ نوامبر ۲۰۰۰  |
| ۱۲۳۴۳۹ | 2000 WS125  | ۳۰ نوامبر ۲۰۰۰  |
| ۱۲۳۴۴۰ | 2000 WT125  | ۳۰ نوامبر ۲۰۰۰  |
| ۱۲۳۴۴۱ | 2000 WP126  | ۱۶ نوامبر ۲۰۰۰  |
| ۱۲۳۴۴۲ | 2000 WU129  | ۱۹ نوامبر ۲۰۰۰  |
| ۱۲۳۴۴۳ | 2000 WZ129  | ۱۹ نوامبر ۲۰۰۰  |
| ۱۲۳۴۴۴ | 2000 WF131  | ۲۰ نوامبر ۲۰۰۰  |
| ۱۲۳۴۴۵ | 2000 WL131  | ۲۰ نوامبر ۲۰۰۰  |
| ۱۲۳۴۴۶ | 2000 WQ131  | ۲۰ نوامبر ۲۰۰۰  |
| ۱۲۳۴۴۷ | 2000 WZ131  | ۱۷ نوامبر ۲۰۰۰  |
| ۱۲۳۴۴۸ | 2000 WR132  | ۱۹ نوامبر ۲۰۰۰  |
| ۱۲۳۴۴۹ | 2000 WK133  | ۱۹ نوامبر ۲۰۰۰  |
| ۱۲۳۴۵۰ | 2000 WZ133  | ۱۹ نوامبر ۲۰۰۰  |
| ۱۲۳۴۵۱ | 2000 WF134  | ۱۹ نوامبر ۲۰۰۰  |
| ۱۲۳۴۵۲ | 2000 WJ134  | ۱۹ نوامبر ۲۰۰۰  |
| ۱۲۳۴۵۳ | 2000 WF135  | ۱۹ نوامبر ۲۰۰۰  |
| ۱۲۳۴۵۴ | 2000 WS135  | ۲۰ نوامبر ۲۰۰۰  |
| ۱۲۳۴۵۵ | 2000 WF136  | ۲۰ نوامبر ۲۰۰۰  |
| ۱۲۳۴۵۶ | 2000 WO137  | ۲۰ نوامبر ۲۰۰۰  |
| ۱۲۳۴۵۷ | 2000 WN138  | ۲۱ نوامبر ۲۰۰۰  |
| ۱۲۳۴۵۸ | 2000 WW138  | ۲۱ نوامبر ۲۰۰۰  |
| ۱۲۳۴۵۹ | 2000 WQ139  | ۲۱ نوامبر ۲۰۰۰  |
| ۱۲۳۴۶۰ | 2000 WQ141  | ۱۹ نوامبر ۲۰۰۰  |
| ۱۲۳۴۶۱ | 2000 WT142  | ۲۰ نوامبر ۲۰۰۰  |
| ۱۲۳۴۶۲ | 2000 WY142  | ۲۰ نوامبر ۲۰۰۰  |
| ۱۲۳۴۶۳ | 2000 WC143  | ۲۰ نوامبر ۲۰۰۰  |
| ۱۲۳۴۶۴ | 2000 WO144  | ۲۱ نوامبر ۲۰۰۰  |
| ۱۲۳۴۶۵ | 2000 WH145  | ۲۲ نوامبر ۲۰۰۰  |
| ۱۲۳۴۶۶ | 2000 WZ145  | ۲۳ نوامبر ۲۰۰۰  |
| ۱۲۳۴۶۷ | 2000 WZ146  | ۲۸ نوامبر ۲۰۰۰  |
| ۱۲۳۴۶۸ | 2000 WS147  | ۲۸ نوامبر ۲۰۰۰  |
| ۱۲۳۴۶۹ | 2000 WC148  | ۲۸ نوامبر ۲۰۰۰  |
| ۱۲۳۴۷۰ | 2000 WR148  | ۲۸ نوامبر ۲۰۰۰  |
| ۱۲۳۴۷۱ | 2000 WE149  | ۲۹ نوامبر ۲۰۰۰  |
| ۱۲۳۴۷۲ | 2000 WD154  | ۳۰ نوامبر ۲۰۰۰  |
| ۱۲۳۴۷۳ | 2000 WH154  | ۳۰ نوامبر ۲۰۰۰  |
| ۱۲۳۴۷۴ | 2000 WO154  | ۳۰ نوامبر ۲۰۰۰  |
| ۱۲۳۴۷۵ | 2000 WB155  | ۳۰ نوامبر ۲۰۰۰  |
| ۱۲۳۴۷۶ | 2000 WC155  | ۳۰ نوامبر ۲۰۰۰  |
| ۱۲۳۴۷۷ | 2000 WR161  | ۲۰ نوامبر ۲۰۰۰  |
| ۱۲۳۴۷۸ | 2000 WU161  | ۲۰ نوامبر ۲۰۰۰  |
| ۱۲۳۴۷۹ | 2000 WD162  | ۲۰ نوامبر ۲۰۰۰  |
| ۱۲۳۴۸۰ | 2000 WE162  | ۲۰ نوامبر ۲۰۰۰  |
| ۱۲۳۴۸۱ | 2000 WV162  | ۲۰ نوامبر ۲۰۰۰  |
| ۱۲۳۴۸۲ | 2000 WL163  | ۲۱ نوامبر ۲۰۰۰  |
| ۱۲۳۴۸۳ | 2000 WX164  | ۲۲ نوامبر ۲۰۰۰  |
| ۱۲۳۴۸۴ | 2000 WE166  | ۲۴ نوامبر ۲۰۰۰  |
| ۱۲۳۴۸۵ | 2000 WF166  | ۲۴ نوامبر ۲۰۰۰  |
| ۱۲۳۴۸۶ | 2000 WS166  | ۲۴ نوامبر ۲۰۰۰  |
| ۱۲۳۴۸۷ | 2000 WY166  | ۲۴ نوامبر ۲۰۰۰  |
| ۱۲۳۴۸۸ | 2000 WD170  | ۲۴ نوامبر ۲۰۰۰  |
| ۱۲۳۴۸۹ | 2000 WO170  | ۲۴ نوامبر ۲۰۰۰  |
| ۱۲۳۴۹۰ | 2000 WS170  | ۲۴ نوامبر ۲۰۰۰  |
| ۱۲۳۴۹۱ | 2000 WV170  | ۲۴ نوامبر ۲۰۰۰  |
| ۱۲۳۴۹۲ | 2000 WL171  | ۲۵ نوامبر ۲۰۰۰  |
| ۱۲۳۴۹۳ | 2000 WU171  | ۲۵ نوامبر ۲۰۰۰  |
| ۱۲۳۴۹۴ | 2000 WJ173  | ۲۵ نوامبر ۲۰۰۰  |
| ۱۲۳۴۹۵ | 2000 WK173  | ۲۵ نوامبر ۲۰۰۰  |
| ۱۲۳۴۹۶ | 2000 WL175  | ۲۶ نوامبر ۲۰۰۰  |
| ۱۲۳۴۹۷ | 2000 WP175  | ۲۶ نوامبر ۲۰۰۰  |
| ۱۲۳۴۹۸ | 2000 WN178  | ۲۹ نوامبر ۲۰۰۰  |
| ۱۲۳۴۹۹ | 2000 WY178  | ۳۰ نوامبر ۲۰۰۰  |
| ۱۲۳۵۰۰ | 2000 WY179  | ۲۷ نوامبر ۲۰۰۰  |
| ۱۲۳۵۰۱ | 2000 WM180  | ۲۷ نوامبر ۲۰۰۰  |
| ۱۲۳۵۰۲ | 2000 WV180  | ۲۹ نوامبر ۲۰۰۰  |
| ۱۲۳۵۰۳ | 2000 WW180  | ۲۹ نوامبر ۲۰۰۰  |
| ۱۲۳۵۰۴ | 2000 WE181  | ۲۹ نوامبر ۲۰۰۰  |
| ۱۲۳۵۰۵ | 2000 WO181  | ۳۰ نوامبر ۲۰۰۰  |
| ۱۲۳۵۰۶ | 2000 WA182  | ۲۵ نوامبر ۲۰۰۰  |
| ۱۲۳۵۰۷ | 2000 WP182  | ۲۰ نوامبر ۲۰۰۰  |
| ۱۲۳۵۰۸ | 2000 WU182  | ۱۸ نوامبر ۲۰۰۰  |
| ۱۲۳۵۰۹ | 2000 WK183  | ۲۶ نوامبر ۲۰۰۰  |
| ۱۲۳۵۱۰ | 2000 WV184  | ۲۹ نوامبر ۲۰۰۰  |
| ۱۲۳۵۱۱ | 2000 WP185  | ۲۹ نوامبر ۲۰۰۰  |
| ۱۲۳۵۱۲ | 2000 WU187  | ۱۶ نوامبر ۲۰۰۰  |
| ۱۲۳۵۱۳ | 2000 WV188  | ۱۸ نوامبر ۲۰۰۰  |
| ۱۲۳۵۱۴ | 2000 WY190  | ۱۹ نوامبر ۲۰۰۰  |
| ۱۲۳۵۱۵ | 2000 WH192  | ۱۹ نوامبر ۲۰۰۰  |
| ۱۲۳۵۱۶ | 2000 XN1    | ۳ دسامبر ۲۰۰۰   |
| ۱۲۳۵۱۷ | 2000 XY1    | ۳ دسامبر ۲۰۰۰   |
| ۱۲۳۵۱۸ | 2000 XK3    | ۱ دسامبر ۲۰۰۰   |
| ۱۲۳۵۱۹ | 2000 XM3    | ۱ دسامبر ۲۰۰۰   |
| ۱۲۳۵۲۰ | 2000 XY3    | ۱ دسامبر ۲۰۰۰   |
| ۱۲۳۵۲۱ | 2000 XD4    | ۱ دسامبر ۲۰۰۰   |
| ۱۲۳۵۲۲ | 2000 XA5    | ۱ دسامبر ۲۰۰۰   |
| ۱۲۳۵۲۳ | 2000 XY7    | ۱ دسامبر ۲۰۰۰   |
| ۱۲۳۵۲۴ | 2000 XW9    | ۱ دسامبر ۲۰۰۰   |
| ۱۲۳۵۲۵ | 2000 XB10   | ۱ دسامبر ۲۰۰۰   |
| ۱۲۳۵۲۶ | 2000 XO12   | ۴ دسامبر ۲۰۰۰   |
| ۱۲۳۵۲۷ | 2000 XQ12   | ۴ دسامبر ۲۰۰۰   |
| ۱۲۳۵۲۸ | 2000 XZ12   | ۴ دسامبر ۲۰۰۰   |
| ۱۲۳۵۲۹ | 2000 XA13   | ۴ دسامبر ۲۰۰۰   |
| ۱۲۳۵۳۰ | 2000 XL13   | ۴ دسامبر ۲۰۰۰   |
| ۱۲۳۵۳۱ | 2000 XT13   | ۴ دسامبر ۲۰۰۰   |
| ۱۲۳۵۳۲ | 2000 XZ13   | ۴ دسامبر ۲۰۰۰   |
| ۱۲۳۵۳۳ | 2000 XX15   | ۱ دسامبر ۲۰۰۰   |
| ۱۲۳۵۳۴ | 2000 XD16   | ۱ دسامبر ۲۰۰۰   |
| ۱۲۳۵۳۵ | 2000 XF16   | ۱ دسامبر ۲۰۰۰   |
| ۱۲۳۵۳۶ | 2000 XU17   | ۴ دسامبر ۲۰۰۰   |
| ۱۲۳۵۳۷ | 2000 XE18   | ۴ دسامبر ۲۰۰۰   |
| ۱۲۳۵۳۸ | 2000 XR19   | ۴ دسامبر ۲۰۰۰   |
| ۱۲۳۵۳۹ | 2000 XV19   | ۴ دسامبر ۲۰۰۰   |
| ۱۲۳۵۴۰ | 2000 XN20   | ۴ دسامبر ۲۰۰۰   |
| ۱۲۳۵۴۱ | 2000 XS20   | ۴ دسامبر ۲۰۰۰   |
| ۱۲۳۵۴۲ | 2000 XM21   | ۴ دسامبر ۲۰۰۰   |
| ۱۲۳۵۴۳ | 2000 XG22   | ۴ دسامبر ۲۰۰۰   |
| ۱۲۳۵۴۴ | 2000 XK22   | ۴ دسامبر ۲۰۰۰   |
| ۱۲۳۵۴۵ | 2000 XN22   | ۴ دسامبر ۲۰۰۰   |
| ۱۲۳۵۴۶ | 2000 XK23   | ۴ دسامبر ۲۰۰۰   |
| ۱۲۳۵۴۷ | 2000 XS23   | ۴ دسامبر ۲۰۰۰   |
| ۱۲۳۵۴۸ | 2000 XT24   | ۴ دسامبر ۲۰۰۰   |
| ۱۲۳۵۴۹ | 2000 XF25   | ۴ دسامبر ۲۰۰۰   |
| ۱۲۳۵۵۰ | 2000 XK25   | ۴ دسامبر ۲۰۰۰   |
| ۱۲۳۵۵۱ | 2000 XU26   | ۴ دسامبر ۲۰۰۰   |
| ۱۲۳۵۵۲ | 2000 XD29   | ۴ دسامبر ۲۰۰۰   |
| ۱۲۳۵۵۳ | 2000 XN29   | ۴ دسامبر ۲۰۰۰   |
| ۱۲۳۵۵۴ | 2000 XL30   | ۴ دسامبر ۲۰۰۰   |
| ۱۲۳۵۵۵ | 2000 XP30   | ۴ دسامبر ۲۰۰۰   |
| ۱۲۳۵۵۶ | 2000 XW30   | ۴ دسامبر ۲۰۰۰   |
| ۱۲۳۵۵۷ | 2000 XJ32   | ۴ دسامبر ۲۰۰۰   |
| ۱۲۳۵۵۸ | 2000 XD33   | ۴ دسامبر ۲۰۰۰   |
| ۱۲۳۵۵۹ | 2000 XG33   | ۴ دسامبر ۲۰۰۰   |
| ۱۲۳۵۶۰ | 2000 XT33   | ۴ دسامبر ۲۰۰۰   |
| ۱۲۳۵۶۱ | 2000 XD34   | ۴ دسامبر ۲۰۰۰   |
| ۱۲۳۵۶۲ | 2000 XU34   | ۴ دسامبر ۲۰۰۰   |
| ۱۲۳۵۶۳ | 2000 XY34   | ۴ دسامبر ۲۰۰۰   |
| ۱۲۳۵۶۴ | 2000 XC35   | ۴ دسامبر ۲۰۰۰   |
| ۱۲۳۵۶۵ | 2000 XP35   | ۴ دسامبر ۲۰۰۰   |
| ۱۲۳۵۶۶ | 2000 XR35   | ۵ دسامبر ۲۰۰۰   |
| ۱۲۳۵۶۷ | 2000 XV35   | ۵ دسامبر ۲۰۰۰   |
| ۱۲۳۵۶۸ | 2000 XZ35   | ۵ دسامبر ۲۰۰۰   |
| ۱۲۳۵۶۹ | 2000 XC36   | ۵ دسامبر ۲۰۰۰   |
| ۱۲۳۵۷۰ | 2000 XP36   | ۵ دسامبر ۲۰۰۰   |
| ۱۲۳۵۷۱ | 2000 XV36   | ۵ دسامبر ۲۰۰۰   |
| ۱۲۳۵۷۲ | 2000 XZ36   | ۵ دسامبر ۲۰۰۰   |
| ۱۲۳۵۷۳ | 2000 XG37   | ۵ دسامبر ۲۰۰۰   |
| ۱۲۳۵۷۴ | 2000 XJ37   | ۵ دسامبر ۲۰۰۰   |
| ۱۲۳۵۷۵ | 2000 XA38   | ۵ دسامبر ۲۰۰۰   |
| ۱۲۳۵۷۶ | 2000 XV38   | ۴ دسامبر ۲۰۰۰   |
| ۱۲۳۵۷۷ | 2000 XJ39   | ۴ دسامبر ۲۰۰۰   |
| ۱۲۳۵۷۸ | 2000 XV39   | ۴ دسامبر ۲۰۰۰   |
| ۱۲۳۵۷۹ | 2000 XA40   | ۵ دسامبر ۲۰۰۰   |
| ۱۲۳۵۸۰ | 2000 XK40   | ۵ دسامبر ۲۰۰۰   |
| ۱۲۳۵۸۱ | 2000 XO40   | ۵ دسامبر ۲۰۰۰   |
| ۱۲۳۵۸۲ | 2000 XQ40   | ۵ دسامبر ۲۰۰۰   |
| ۱۲۳۵۸۳ | 2000 XR40   | ۵ دسامبر ۲۰۰۰   |
| ۱۲۳۵۸۴ | 2000 XT40   | ۵ دسامبر ۲۰۰۰   |
| ۱۲۳۵۸۵ | 2000 XD41   | ۵ دسامبر ۲۰۰۰   |
| ۱۲۳۵۸۶ | 2000 XH41   | ۵ دسامبر ۲۰۰۰   |
| ۱۲۳۵۸۷ | 2000 XK42   | ۵ دسامبر ۲۰۰۰   |
| ۱۲۳۵۸۸ | 2000 XM42   | ۵ دسامبر ۲۰۰۰   |
| ۱۲۳۵۸۹ | 2000 XE44   | ۶ دسامبر ۲۰۰۰   |
| ۱۲۳۵۹۰ | 2000 XT45   | ۱۵ دسامبر ۲۰۰۰  |
| ۱۲۳۵۹۱ | 2000 XV45   | ۱۵ دسامبر ۲۰۰۰  |
| ۱۲۳۵۹۲ | 2000 XP46   | ۷ دسامبر ۲۰۰۰   |
| ۱۲۳۵۹۳ | 2000 XZ46   | ۱۵ دسامبر ۲۰۰۰  |
| ۱۲۳۵۹۴ | 2000 XF49   | ۴ دسامبر ۲۰۰۰   |
| ۱۲۳۵۹۵ | 2000 XN50   | ۵ دسامبر ۲۰۰۰   |
| ۱۲۳۵۹۶ | 2000 XX51   | ۶ دسامبر ۲۰۰۰   |
| ۱۲۳۵۹۷ | 2000 YN2    | ۱۹ دسامبر ۲۰۰۰  |
| ۱۲۳۵۹۸ | 2000 YW3    | ۱۸ دسامبر ۲۰۰۰  |
| ۱۲۳۵۹۹ | 2000 YJ5    | ۲۰ دسامبر ۲۰۰۰  |
| ۱۲۳۶۰۰ | 2000 YL5    | ۲۰ دسامبر ۲۰۰۰  |
| ۱۲۳۶۰۱ | 2000 YT5    | ۱۹ دسامبر ۲۰۰۰  |
| ۱۲۳۶۰۲ | 2000 YG7    | ۲۰ دسامبر ۲۰۰۰  |
| ۱۲۳۶۰۳ | 2000 YV7    | ۲۱ دسامبر ۲۰۰۰  |
| ۱۲۳۶۰۴ | 2000 YY9    | ۲۰ دسامبر ۲۰۰۰  |
| ۱۲۳۶۰۵ | 2000 YU10   | ۲۲ دسامبر ۲۰۰۰  |
| ۱۲۳۶۰۶ | 2000 YF11   | ۲۲ دسامبر ۲۰۰۰  |
| ۱۲۳۶۰۷ | 2000 YA12   | ۲۱ دسامبر ۲۰۰۰  |
| ۱۲۳۶۰۸ | 2000 YC13   | ۲۱ دسامبر ۲۰۰۰  |
| ۱۲۳۶۰۹ | 2000 YJ13   | ۲۱ دسامبر ۲۰۰۰  |
| ۱۲۳۶۱۰ | 2000 YV13   | ۲۲ دسامبر ۲۰۰۰  |
| ۱۲۳۶۱۱ | 2000 YX14   | ۱۶ دسامبر ۲۰۰۰  |
| ۱۲۳۶۱۲ | 2000 YL16   | ۲۲ دسامبر ۲۰۰۰  |
| ۱۲۳۶۱۳ | 2000 YQ17   | ۲۴ دسامبر ۲۰۰۰  |
| ۱۲۳۶۱۴ | 2000 YZ17   | ۲۰ دسامبر ۲۰۰۰  |
| ۱۲۳۶۱۵ | 2000 YS20   | ۲۸ دسامبر ۲۰۰۰  |
| ۱۲۳۶۱۶ | 2000 YG23   | ۲۸ دسامبر ۲۰۰۰  |
| ۱۲۳۶۱۷ | 2000 YQ24   | ۲۸ دسامبر ۲۰۰۰  |
| ۱۲۳۶۱۸ | 2000 YS25   | ۲۲ دسامبر ۲۰۰۰  |
| ۱۲۳۶۱۹ | 2000 YA26   | ۲۳ دسامبر ۲۰۰۰  |
| ۱۲۳۶۲۰ | 2000 YP26   | ۲۸ دسامبر ۲۰۰۰  |
| ۱۲۳۶۲۱ | 2000 YK27   | ۳۰ دسامبر ۲۰۰۰  |
| ۱۲۳۶۲۲ | 2000 YF28   | ۲۶ دسامبر ۲۰۰۰  |
| ۱۲۳۶۲۳ | 2000 YJ31   | ۳۰ دسامبر ۲۰۰۰  |
| ۱۲۳۶۲۴ | 2000 YO32   | ۳۰ دسامبر ۲۰۰۰  |
| ۱۲۳۶۲۵ | 2000 YO36   | ۳۰ دسامبر ۲۰۰۰  |
| ۱۲۳۶۲۶ | 2000 YY40   | ۳۰ دسامبر ۲۰۰۰  |
| ۱۲۳۶۲۷ | 2000 YA43   | ۳۰ دسامبر ۲۰۰۰  |
| ۱۲۳۶۲۸ | 2000 YK44   | ۳۰ دسامبر ۲۰۰۰  |
| ۱۲۳۶۲۹ | 2000 YR46   | ۳۰ دسامبر ۲۰۰۰  |
| ۱۲۳۶۳۰ | 2000 YU46   | ۳۰ دسامبر ۲۰۰۰  |
| ۱۲۳۶۳۱ | 2000 YA47   | ۳۰ دسامبر ۲۰۰۰  |
| ۱۲۳۶۳۲ | 2000 YO47   | ۳۰ دسامبر ۲۰۰۰  |
| ۱۲۳۶۳۳ | 2000 YT47   | ۳۰ دسامبر ۲۰۰۰  |
| ۱۲۳۶۳۴ | 2000 YV47   | ۳۰ دسامبر ۲۰۰۰  |
| ۱۲۳۶۳۵ | 2000 YH50   | ۳۰ دسامبر ۲۰۰۰  |
| ۱۲۳۶۳۶ | 2000 YO52   | ۳۰ دسامبر ۲۰۰۰  |
| ۱۲۳۶۳۷ | 2000 YR52   | ۳۰ دسامبر ۲۰۰۰  |
| ۱۲۳۶۳۸ | 2000 YY53   | ۳۰ دسامبر ۲۰۰۰  |
| ۱۲۳۶۳۹ | 2000 YY54   | ۳۰ دسامبر ۲۰۰۰  |
| ۱۲۳۶۴۰ | 2000 YO56   | ۳۰ دسامبر ۲۰۰۰  |
| ۱۲۳۶۴۱ | 2000 YJ58   | ۳۰ دسامبر ۲۰۰۰  |
| ۱۲۳۶۴۲ | 2000 YR58   | ۳۰ دسامبر ۲۰۰۰  |
| ۱۲۳۶۴۳ | 2000 YW60   | ۳۰ دسامبر ۲۰۰۰  |
| ۱۲۳۶۴۴ | 2000 YR61   | ۳۰ دسامبر ۲۰۰۰  |
| ۱۲۳۶۴۵ | 2000 YQ63   | ۳۰ دسامبر ۲۰۰۰  |
| ۱۲۳۶۴۶ | 2000 YW63   | ۳۰ دسامبر ۲۰۰۰  |
| ۱۲۳۶۴۷ | 2000 YG66   | ۳۱ دسامبر ۲۰۰۰  |
| ۱۲۳۶۴۸ | 2000 YN66   | ۲۲ دسامبر ۲۰۰۰  |
| ۱۲۳۶۴۹ | 2000 YT66   | ۳۰ دسامبر ۲۰۰۰  |
| ۱۲۳۶۵۰ | 2000 YH71   | ۳۰ دسامبر ۲۰۰۰  |
| ۱۲۳۶۵۱ | 2000 YB73   | ۳۰ دسامبر ۲۰۰۰  |
| ۱۲۳۶۵۲ | 2000 YC73   | ۳۰ دسامبر ۲۰۰۰  |
| ۱۲۳۶۵۳ | 2000 YU73   | ۳۰ دسامبر ۲۰۰۰  |
| ۱۲۳۶۵۴ | 2000 YG74   | ۳۰ دسامبر ۲۰۰۰  |
| ۱۲۳۶۵۵ | 2000 YK74   | ۳۰ دسامبر ۲۰۰۰  |
| ۱۲۳۶۵۶ | 2000 YO74   | ۳۰ دسامبر ۲۰۰۰  |
| ۱۲۳۶۵۷ | 2000 YL75   | ۳۰ دسامبر ۲۰۰۰  |
| ۱۲۳۶۵۸ | 2000 YX75   | ۳۰ دسامبر ۲۰۰۰  |
| ۱۲۳۶۵۹ | 2000 YJ76   | ۳۰ دسامبر ۲۰۰۰  |
| ۱۲۳۶۶۰ | 2000 YM77   | ۳۰ دسامبر ۲۰۰۰  |
| ۱۲۳۶۶۱ | 2000 YT77   | ۳۰ دسامبر ۲۰۰۰  |
| ۱۲۳۶۶۲ | 2000 YM78   | ۳۰ دسامبر ۲۰۰۰  |
| ۱۲۳۶۶۳ | 2000 YQ78   | ۳۰ دسامبر ۲۰۰۰  |
| ۱۲۳۶۶۴ | 2000 YC79   | ۳۰ دسامبر ۲۰۰۰  |
| ۱۲۳۶۶۵ | 2000 YL79   | ۳۰ دسامبر ۲۰۰۰  |
| ۱۲۳۶۶۶ | 2000 YX79   | ۳۰ دسامبر ۲۰۰۰  |
| ۱۲۳۶۶۷ | 2000 YR80   | ۳۰ دسامبر ۲۰۰۰  |
| ۱۲۳۶۶۸ | 2000 YB81   | ۳۰ دسامبر ۲۰۰۰  |
| ۱۲۳۶۶۹ | 2000 YH82   | ۳۰ دسامبر ۲۰۰۰  |
| ۱۲۳۶۷۰ | 2000 YG83   | ۳۰ دسامبر ۲۰۰۰  |
| ۱۲۳۶۷۱ | 2000 YX86   | ۳۰ دسامبر ۲۰۰۰  |
| ۱۲۳۶۷۲ | 2000 YA87   | ۳۰ دسامبر ۲۰۰۰  |
| ۱۲۳۶۷۳ | 2000 YP88   | ۳۰ دسامبر ۲۰۰۰  |
| ۱۲۳۶۷۴ | 2000 YA90   | ۳۰ دسامبر ۲۰۰۰  |
| ۱۲۳۶۷۵ | 2000 YT90   | ۳۰ دسامبر ۲۰۰۰  |
| ۱۲۳۶۷۶ | 2000 YN91   | ۳۰ دسامبر ۲۰۰۰  |
| ۱۲۳۶۷۷ | 2000 YO91   | ۳۰ دسامبر ۲۰۰۰  |
| ۱۲۳۶۷۸ | 2000 YP91   | ۳۰ دسامبر ۲۰۰۰  |
| ۱۲۳۶۷۹ | 2000 YF92   | ۳۰ دسامبر ۲۰۰۰  |
| ۱۲۳۶۸۰ | 2000 YN92   | ۳۰ دسامبر ۲۰۰۰  |
| ۱۲۳۶۸۱ | 2000 YE93   | ۳۰ دسامبر ۲۰۰۰  |
| ۱۲۳۶۸۲ | 2000 YA95   | ۳۰ دسامبر ۲۰۰۰  |
| ۱۲۳۶۸۳ | 2000 YF95   | ۳۰ دسامبر ۲۰۰۰  |
| ۱۲۳۶۸۴ | 2000 YK95   | ۳۰ دسامبر ۲۰۰۰  |
| ۱۲۳۶۸۵ | 2000 YN96   | ۳۰ دسامبر ۲۰۰۰  |
| ۱۲۳۶۸۶ | 2000 YA97   | ۳۰ دسامبر ۲۰۰۰  |
| ۱۲۳۶۸۷ | 2000 YA98   | ۳۰ دسامبر ۲۰۰۰  |
| ۱۲۳۶۸۸ | 2000 YG99   | ۳۰ دسامبر ۲۰۰۰  |
| ۱۲۳۶۸۹ | 2000 YL99   | ۳۰ دسامبر ۲۰۰۰  |
| ۱۲۳۶۹۰ | 2000 YO99   | ۳۰ دسامبر ۲۰۰۰  |
| ۱۲۳۶۹۱ | 2000 YJ101  | ۲۸ دسامبر ۲۰۰۰  |
| ۱۲۳۶۹۲ | 2000 YN101  | ۲۸ دسامبر ۲۰۰۰  |
| ۱۲۳۶۹۳ | 2000 YQ101  | ۲۸ دسامبر ۲۰۰۰  |
| ۱۲۳۶۹۴ | 2000 YW101  | ۲۸ دسامبر ۲۰۰۰  |
| ۱۲۳۶۹۵ | 2000 YC102  | ۲۸ دسامبر ۲۰۰۰  |
| ۱۲۳۶۹۶ | 2000 YA103  | ۲۸ دسامبر ۲۰۰۰  |
| ۱۲۳۶۹۷ | 2000 YV103  | ۲۸ دسامبر ۲۰۰۰  |
| ۱۲۳۶۹۸ | 2000 YQ104  | ۲۸ دسامبر ۲۰۰۰  |
| ۱۲۳۶۹۹ | 2000 YF105  | ۲۸ دسامبر ۲۰۰۰  |
| ۱۲۳۷۰۰ | 2000 YF107  | ۳۰ دسامبر ۲۰۰۰  |
| ۱۲۳۷۰۱ | 2000 YQ108  | ۳۰ دسامبر ۲۰۰۰  |
| ۱۲۳۷۰۲ | 2000 YE109  | ۳۰ دسامبر ۲۰۰۰  |
| ۱۲۳۷۰۳ | 2000 YB111  | ۳۰ دسامبر ۲۰۰۰  |
| ۱۲۳۷۰۴ | 2000 YL111  | ۳۰ دسامبر ۲۰۰۰  |
| ۱۲۳۷۰۵ | 2000 YV112  | ۳۰ دسامبر ۲۰۰۰  |
| ۱۲۳۷۰۶ | 2000 YE114  | ۳۰ دسامبر ۲۰۰۰  |
| ۱۲۳۷۰۷ | 2000 YD116  | ۳۰ دسامبر ۲۰۰۰  |
| ۱۲۳۷۰۸ | 2000 YE117  | ۳۰ دسامبر ۲۰۰۰  |
| ۱۲۳۷۰۹ | 2000 YZ118  | ۲۷ دسامبر ۲۰۰۰  |
| ۱۲۳۷۱۰ | 2000 YQ120  | ۱۹ دسامبر ۲۰۰۰  |
| ۱۲۳۷۱۱ | 2000 YC121  | ۲۱ دسامبر ۲۰۰۰  |
| ۱۲۳۷۱۲ | 2000 YO122  | ۲۸ دسامبر ۲۰۰۰  |
| ۱۲۳۷۱۳ | 2000 YU122  | ۲۸ دسامبر ۲۰۰۰  |
| ۱۲۳۷۱۴ | 2000 YH124  | ۲۹ دسامبر ۲۰۰۰  |
| ۱۲۳۷۱۵ | 2000 YT124  | ۲۹ دسامبر ۲۰۰۰  |
| ۱۲۳۷۱۶ | 2000 YP125  | ۲۹ دسامبر ۲۰۰۰  |
| ۱۲۳۷۱۷ | 2000 YX126  | ۲۹ دسامبر ۲۰۰۰  |
| ۱۲۳۷۱۸ | 2000 YS128  | ۲۹ دسامبر ۲۰۰۰  |
| ۱۲۳۷۱۹ | 2000 YD132  | ۳۰ دسامبر ۲۰۰۰  |
| ۱۲۳۷۲۰ | 2000 YP133  | ۳۱ دسامبر ۲۰۰۰  |
| ۱۲۳۷۲۱ | 2000 YZ133  | ۳۱ دسامبر ۲۰۰۰  |
| ۱۲۳۷۲۲ | 2000 YX134  | ۱۶ دسامبر ۲۰۰۰  |
| ۱۲۳۷۲۳ | 2000 YD135  | ۱۷ دسامبر ۲۰۰۰  |
| ۱۲۳۷۲۴ | 2000 YK135  | ۱۷ دسامبر ۲۰۰۰  |
| ۱۲۳۷۲۵ | 2000 YU135  | ۲۱ دسامبر ۲۰۰۰  |
| ۱۲۳۷۲۶ | 2000 YK136  | ۲۳ دسامبر ۲۰۰۰  |
| ۱۲۳۷۲۷ | 2000 YQ137  | ۲۳ دسامبر ۲۰۰۰  |
| ۱۲۳۷۲۸ | 2000 YS142  | ۱۷ دسامبر ۲۰۰۰  |
| ۱۲۳۷۲۹ | 2001 AM5    | ۲ ژانویه ۲۰۰۱   |
| ۱۲۳۷۳۰ | 2001 AS7    | ۲ ژانویه ۲۰۰۱   |
| ۱۲۳۷۳۱ | 2001 AH8    | ۲ ژانویه ۲۰۰۱   |
| ۱۲۳۷۳۲ | 2001 AU8    | ۲ ژانویه ۲۰۰۱   |
| ۱۲۳۷۳۳ | 2001 AT9    | ۲ ژانویه ۲۰۰۱   |
| ۱۲۳۷۳۴ | 2001 AE10   | ۲ ژانویه ۲۰۰۱   |
| ۱۲۳۷۳۵ | 2001 AH10   | ۲ ژانویه ۲۰۰۱   |
| ۱۲۳۷۳۶ | 2001 AQ11   | ۲ ژانویه ۲۰۰۱   |
| ۱۲۳۷۳۷ | 2001 AW11   | ۲ ژانویه ۲۰۰۱   |
| ۱۲۳۷۳۸ | 2001 AZ14   | ۲ ژانویه ۲۰۰۱   |
| ۱۲۳۷۳۹ | 2001 AC18   | ۲ ژانویه ۲۰۰۱   |
| ۱۲۳۷۴۰ | 2001 AO18   | ۲ ژانویه ۲۰۰۱   |
| ۱۲۳۷۴۱ | 2001 AN19   | ۴ ژانویه ۲۰۰۱   |
| ۱۲۳۷۴۲ | 2001 AQ20   | ۳ ژانویه ۲۰۰۱   |
| ۱۲۳۷۴۳ | 2001 AT21   | ۳ ژانویه ۲۰۰۱   |
| ۱۲۳۷۴۴ | 2001 AT22   | ۳ ژانویه ۲۰۰۱   |
| ۱۲۳۷۴۵ | 2001 AA23   | ۳ ژانویه ۲۰۰۱   |
| ۱۲۳۷۴۶ | 2001 AC23   | ۳ ژانویه ۲۰۰۱   |
| ۱۲۳۷۴۷ | 2001 AV25   | ۴ ژانویه ۲۰۰۱   |
| ۱۲۳۷۴۸ | 2001 AJ26   | ۵ ژانویه ۲۰۰۱   |
| ۱۲۳۷۴۹ | 2001 AK26   | ۵ ژانویه ۲۰۰۱   |
| ۱۲۳۷۵۰ | 2001 AT26   | ۵ ژانویه ۲۰۰۱   |
| ۱۲۳۷۵۱ | 2001 AR27   | ۵ ژانویه ۲۰۰۱   |
| ۱۲۳۷۵۲ | 2001 AB28   | ۵ ژانویه ۲۰۰۱   |
| ۱۲۳۷۵۳ | 2001 AP32   | ۴ ژانویه ۲۰۰۱   |
| ۱۲۳۷۵۴ | 2001 AR32   | ۴ ژانویه ۲۰۰۱   |
| ۱۲۳۷۵۵ | 2001 AD33   | ۴ ژانویه ۲۰۰۱   |
| ۱۲۳۷۵۶ | 2001 AY36   | ۵ ژانویه ۲۰۰۱   |
| ۱۲۳۷۵۷ | 2001 AY37   | ۵ ژانویه ۲۰۰۱   |
| ۱۲۳۷۵۸ | 2001 AU39   | ۳ ژانویه ۲۰۰۱   |
| ۱۲۳۷۵۹ | 2001 AC40   | ۳ ژانویه ۲۰۰۱   |
| ۱۲۳۷۶۰ | 2001 AP40   | ۳ ژانویه ۲۰۰۱   |
| ۱۲۳۷۶۱ | 2001 AD41   | ۳ ژانویه ۲۰۰۱   |
| ۱۲۳۷۶۲ | 2001 AU41   | ۳ ژانویه ۲۰۰۱   |
| ۱۲۳۷۶۳ | 2001 AH42   | ۳ ژانویه ۲۰۰۱   |
| ۱۲۳۷۶۴ | 2001 AW43   | ۱۴ ژانویه ۲۰۰۱  |
| ۱۲۳۷۶۵ | 2001 AJ46   | ۱۵ ژانویه ۲۰۰۱  |
| ۱۲۳۷۶۶ | 2001 AH48   | ۱۵ ژانویه ۲۰۰۱  |
| ۱۲۳۷۶۷ | 2001 AR48   | ۴ ژانویه ۲۰۰۱   |
| ۱۲۳۷۶۸ | 2001 AG50   | ۱۴ ژانویه ۲۰۰۱  |
| ۱۲۳۷۶۹ | 2001 AZ50   | ۱۵ ژانویه ۲۰۰۱  |
| ۱۲۳۷۷۰ | 2001 AN53   | ۴ ژانویه ۲۰۰۱   |
| ۱۲۳۷۷۰ | 2001 BL     | ۱۷ ژانویه ۲۰۰۱  |
| ۱۲۳۷۷۲ | 2001 BQ2    | ۱۷ ژانویه ۲۰۰۱  |
| ۱۲۳۷۷۳ | 2001 BB6    | ۱۸ ژانویه ۲۰۰۱  |
| ۱۲۳۷۷۴ | 2001 BQ6    | ۱۹ ژانویه ۲۰۰۱  |
| ۱۲۳۷۷۵ | 2001 BA7    | ۱۹ ژانویه ۲۰۰۱  |
| ۱۲۳۷۷۶ | 2001 BF7    | ۱۹ ژانویه ۲۰۰۱  |
| ۱۲۳۷۷۷ | 2001 BH7    | ۱۹ ژانویه ۲۰۰۱  |
| ۱۲۳۷۷۸ | 2001 BN12   | ۱۹ ژانویه ۲۰۰۱  |
| ۱۲۳۷۷۹ | 2001 BW12   | ۱۸ ژانویه ۲۰۰۱  |
| ۱۲۳۷۸۰ | 2001 BJ13   | ۲۱ ژانویه ۲۰۰۱  |
| ۱۲۳۷۸۱ | 2001 BU14   | ۲۱ ژانویه ۲۰۰۱  |
| ۱۲۳۷۸۲ | 2001 BM15   | ۲۱ ژانویه ۲۰۰۱  |
| ۱۲۳۷۸۳ | 2001 BP16   | ۱۸ ژانویه ۲۰۰۱  |
| ۱۲۳۷۸۴ | 2001 BE17   | ۱۹ ژانویه ۲۰۰۱  |
| ۱۲۳۷۸۵ | 2001 BP17   | ۱۹ ژانویه ۲۰۰۱  |
| ۱۲۳۷۸۶ | 2001 BS17   | ۱۹ ژانویه ۲۰۰۱  |
| ۱۲۳۷۸۷ | 2001 BG22   | ۲۰ ژانویه ۲۰۰۱  |
| ۱۲۳۷۸۸ | 2001 BZ22   | ۲۰ ژانویه ۲۰۰۱  |
| ۱۲۳۷۸۹ | 2001 BL25   | ۲۰ ژانویه ۲۰۰۱  |
| ۱۲۳۷۹۰ | 2001 BD35   | ۲۰ ژانویه ۲۰۰۱  |
| ۱۲۳۷۹۱ | 2001 BH35   | ۲۰ ژانویه ۲۰۰۱  |
| ۱۲۳۷۹۲ | 2001 BU37   | ۲۱ ژانویه ۲۰۰۱  |
| ۱۲۳۷۹۳ | 2001 BG39   | ۱۹ ژانویه ۲۰۰۱  |
| ۱۲۳۷۹۴ | 2001 BE42   | ۲۵ ژانویه ۲۰۰۱  |
| ۱۲۳۷۹۵ | 2001 BF42   | ۲۵ ژانویه ۲۰۰۱  |
| ۱۲۳۷۹۶ | 2001 BD43   | ۱۹ ژانویه ۲۰۰۱  |
| ۱۲۳۷۹۷ | 2001 BV43   | ۱۹ ژانویه ۲۰۰۱  |
| ۱۲۳۷۹۸ | 2001 BL47   | ۲۱ ژانویه ۲۰۰۱  |
| ۱۲۳۷۹۹ | 2001 BK48   | ۲۱ ژانویه ۲۰۰۱  |
| ۱۲۳۸۰۰ | 2001 BL48   | ۲۱ ژانویه ۲۰۰۱  |
| ۱۲۳۸۰۱ | 2001 BK54   | ۱۸ ژانویه ۲۰۰۱  |
| ۱۲۳۸۰۲ | 2001 BC56   | ۱۹ ژانویه ۲۰۰۱  |
| ۱۲۳۸۰۳ | 2001 BP56   | ۱۹ ژانویه ۲۰۰۱  |
| ۱۲۳۸۰۴ | 2001 BA60   | ۲۶ ژانویه ۲۰۰۱  |
| ۱۲۳۸۰۵ | 2001 BZ60   | ۲۶ ژانویه ۲۰۰۱  |
| ۱۲۳۸۰۶ | 2001 BY63   | ۲۹ ژانویه ۲۰۰۱  |
| ۱۲۳۸۰۷ | 2001 BH64   | ۲۹ ژانویه ۲۰۰۱  |
| ۱۲۳۸۰۸ | 2001 BJ64   | ۲۹ ژانویه ۲۰۰۱  |
| ۱۲۳۸۰۹ | 2001 BY64   | ۳۱ ژانویه ۲۰۰۱  |
| ۱۲۳۸۱۰ | 2001 BM65   | ۲۶ ژانویه ۲۰۰۱  |
| ۱۲۳۸۱۱ | 2001 BC67   | ۳۰ ژانویه ۲۰۰۱  |
| ۱۲۳۸۱۲ | 2001 BE67   | ۳۰ ژانویه ۲۰۰۱  |
| ۱۲۳۸۱۳ | 2001 BC68   | ۳۱ ژانویه ۲۰۰۱  |
| ۱۲۳۸۱۴ | 2001 BC71   | ۲۹ ژانویه ۲۰۰۱  |
| ۱۲۳۸۱۵ | 2001 BD72   | ۳۱ ژانویه ۲۰۰۱  |
| ۱۲۳۸۱۶ | 2001 BU73   | ۲۹ ژانویه ۲۰۰۱  |
| ۱۲۳۸۱۷ | 2001 BG74   | ۳۱ ژانویه ۲۰۰۱  |
| ۱۲۳۸۱۸ | Helenzier   | ۳۱ ژانویه ۲۰۰۱  |
| ۱۲۳۸۱۹ | 2001 BS77   | ۲۵ ژانویه ۲۰۰۱  |
| ۱۲۳۸۲۰ | 2001 BV78   | ۲۱ ژانویه ۲۰۰۱  |
| ۱۲۳۸۲۱ | 2001 BH80   | ۲۰ ژانویه ۲۰۰۱  |
| ۱۲۳۸۲۲ | 2001 BS80   | ۱۹ ژانویه ۲۰۰۱  |
| ۱۲۳۸۲۳ | 2001 BW80   | ۱۹ ژانویه ۲۰۰۱  |
| ۱۲۳۸۲۴ | 2001 CU3    | ۱ فوریه ۲۰۰۱    |
| ۱۲۳۸۲۵ | 2001 CL4    | ۱ فوریه ۲۰۰۱    |
| ۱۲۳۸۲۶ | 2001 CH6    | ۱ فوریه ۲۰۰۱    |
| ۱۲۳۸۲۷ | 2001 CJ6    | ۱ فوریه ۲۰۰۱    |
| ۱۲۳۸۲۸ | 2001 CJ9    | ۱ فوریه ۲۰۰۱    |
| ۱۲۳۸۲۹ | 2001 CN9    | ۱ فوریه ۲۰۰۱    |
| ۱۲۳۸۳۰ | 2001 CU10   | ۱ فوریه ۲۰۰۱    |
| ۱۲۳۸۳۱ | 2001 CB13   | ۱ فوریه ۲۰۰۱    |
| ۱۲۳۸۳۲ | 2001 CU14   | ۱ فوریه ۲۰۰۱    |
| ۱۲۳۸۳۳ | 2001 CF15   | ۱ فوریه ۲۰۰۱    |
| ۱۲۳۸۳۴ | 2001 CW15   | ۱ فوریه ۲۰۰۱    |
| ۱۲۳۸۳۵ | 2001 CP16   | ۱ فوریه ۲۰۰۱    |
| ۱۲۳۸۳۶ | 2001 CS18   | ۲ فوریه ۲۰۰۱    |
| ۱۲۳۸۳۷ | 2001 CO20   | ۳ فوریه ۲۰۰۱    |
| ۱۲۳۸۳۸ | 2001 CX20   | ۴ فوریه ۲۰۰۱    |
| ۱۲۳۸۳۹ | 2001 CD22   | ۱ فوریه ۲۰۰۱    |
| ۱۲۳۸۴۰ | 2001 CF22   | ۱ فوریه ۲۰۰۱    |
| ۱۲۳۸۴۱ | 2001 CR22   | ۱ فوریه ۲۰۰۱    |
| ۱۲۳۸۴۲ | 2001 CT27   | ۲ فوریه ۲۰۰۱    |
| ۱۲۳۸۴۳ | 2001 CZ27   | ۲ فوریه ۲۰۰۱    |
| ۱۲۳۸۴۴ | 2001 CN29   | ۲ فوریه ۲۰۰۱    |
| ۱۲۳۸۴۵ | 2001 CD30   | ۲ فوریه ۲۰۰۱    |
| ۱۲۳۸۴۶ | 2001 CQ31   | ۴ فوریه ۲۰۰۱    |
| ۱۲۳۸۴۷ | 2001 CO32   | ۵ فوریه ۲۰۰۱    |
| ۱۲۳۸۴۸ | 2001 CX34   | ۱۳ فوریه ۲۰۰۱   |
| ۱۲۳۸۴۹ | 2001 CS35   | ۱۳ فوریه ۲۰۰۱   |
| ۱۲۳۸۵۰ | 2001 CV36   | ۱۳ فوریه ۲۰۰۱   |
| ۱۲۳۸۵۱ | 2001 CB37   | ۱۴ فوریه ۲۰۰۱   |
| ۱۲۳۸۵۲ | 2001 CM37   | ۱۵ فوریه ۲۰۰۱   |
| ۱۲۳۸۵۳ | 2001 CP37   | ۱۵ فوریه ۲۰۰۱   |
| ۱۲۳۸۵۴ | 2001 CB38   | ۱۵ فوریه ۲۰۰۱   |
| ۱۲۳۸۵۵ | 2001 CE38   | ۱۵ فوریه ۲۰۰۱   |
| ۱۲۳۸۵۶ | 2001 CD39   | ۱۳ فوریه ۲۰۰۱   |
| ۱۲۳۸۵۷ | 2001 CB43   | ۱۵ فوریه ۲۰۰۱   |
| ۱۲۳۸۵۸ | 2001 CB48   | ۱۳ فوریه ۲۰۰۱   |
| ۱۲۳۸۵۹ | 2001 CO48   | ۱۱ فوریه ۲۰۰۱   |
| ۱۲۳۸۶۰ | Davederrick | ۱۶ فوریه ۲۰۰۱   |
| ۱۲۳۸۶۱ | 2001 DB2    | ۱۶ فوریه ۲۰۰۱   |
| ۱۲۳۸۶۲ | 2001 DF3    | ۱۶ فوریه ۲۰۰۱   |
| ۱۲۳۸۶۳ | 2001 DD5    | ۱۶ فوریه ۲۰۰۱   |
| ۱۲۳۸۶۴ | 2001 DV6    | ۱۶ فوریه ۲۰۰۱   |
| ۱۲۳۸۶۵ | 2001 DK7    | ۱۶ فوریه ۲۰۰۱   |
| ۱۲۳۸۶۶ | 2001 DO9    | ۱۶ فوریه ۲۰۰۱   |
| ۱۲۳۸۶۷ | 2001 DE12   | ۱۷ فوریه ۲۰۰۱   |
| ۱۲۳۸۶۸ | 2001 DJ13   | ۱۹ فوریه ۲۰۰۱   |
| ۱۲۳۸۶۹ | 2001 DR13   | ۱۹ فوریه ۲۰۰۱   |
| ۱۲۳۸۷۰ | 2001 DD19   | ۱۶ فوریه ۲۰۰۱   |
| ۱۲۳۸۷۱ | 2001 DM22   | ۱۶ فوریه ۲۰۰۱   |
| ۱۲۳۸۷۲ | 2001 DH23   | ۱۷ فوریه ۲۰۰۱   |
| ۱۲۳۸۷۳ | 2001 DC27   | ۱۷ فوریه ۲۰۰۱   |
| ۱۲۳۸۷۴ | 2001 DQ28   | ۱۷ فوریه ۲۰۰۱   |
| ۱۲۳۸۷۵ | 2001 DQ29   | ۱۷ فوریه ۲۰۰۱   |
| ۱۲۳۸۷۶ | 2001 DV29   | ۱۷ فوریه ۲۰۰۱   |
| ۱۲۳۸۷۷ | 2001 DM31   | ۱۷ فوریه ۲۰۰۱   |
| ۱۲۳۸۷۸ | 2001 DQ31   | ۱۷ فوریه ۲۰۰۱   |
| ۱۲۳۸۷۹ | 2001 DP34   | ۱۹ فوریه ۲۰۰۱   |
| ۱۲۳۸۸۰ | 2001 DG35   | ۱۹ فوریه ۲۰۰۱   |
| ۱۲۳۸۸۱ | 2001 DH37   | ۱۹ فوریه ۲۰۰۱   |
| ۱۲۳۸۸۲ | 2001 DS39   | ۱۹ فوریه ۲۰۰۱   |
| ۱۲۳۸۸۳ | 2001 DE40   | ۱۹ فوریه ۲۰۰۱   |
| ۱۲۳۸۸۴ | 2001 DJ42   | ۱۹ فوریه ۲۰۰۱   |
| ۱۲۳۸۸۵ | 2001 DM42   | ۱۹ فوریه ۲۰۰۱   |
| ۱۲۳۸۸۶ | 2001 DE45   | ۱۹ فوریه ۲۰۰۱   |
| ۱۲۳۸۸۷ | 2001 DX45   | ۱۹ فوریه ۲۰۰۱   |
| ۱۲۳۸۸۸ | 2001 DJ49   | ۱۶ فوریه ۲۰۰۱   |
| ۱۲۳۸۸۹ | 2001 DT49   | ۱۶ فوریه ۲۰۰۱   |
| ۱۲۳۸۹۰ | 2001 DB51   | ۱۶ فوریه ۲۰۰۱   |
| ۱۲۳۸۹۱ | 2001 DL51   | ۱۶ فوریه ۲۰۰۱   |
| ۱۲۳۸۹۲ | 2001 DM51   | ۱۶ فوریه ۲۰۰۱   |
| ۱۲۳۸۹۳ | 2001 DW52   | ۱۷ فوریه ۲۰۰۱   |
| ۱۲۳۸۹۴ | 2001 DR53   | ۲۰ فوریه ۲۰۰۱   |
| ۱۲۳۸۹۵ | 2001 DW56   | ۱۶ فوریه ۲۰۰۱   |
| ۱۲۳۸۹۶ | 2001 DX58   | ۲۱ فوریه ۲۰۰۱   |
| ۱۲۳۸۹۷ | 2001 DG60   | ۱۹ فوریه ۲۰۰۱   |
| ۱۲۳۸۹۸ | 2001 DU61   | ۱۹ فوریه ۲۰۰۱   |
| ۱۲۳۸۹۹ | 2001 DP62   | ۱۹ فوریه ۲۰۰۱   |
| ۱۲۳۹۰۰ | 2001 DD63   | ۱۹ فوریه ۲۰۰۱   |
| ۱۲۳۹۰۱ | 2001 DB66   | ۱۹ فوریه ۲۰۰۱   |
| ۱۲۳۹۰۲ | 2001 DH68   | ۱۹ فوریه ۲۰۰۱   |
| ۱۲۳۹۰۳ | 2001 DC70   | ۱۹ فوریه ۲۰۰۱   |
| ۱۲۳۹۰۴ | 2001 DZ75   | ۲۰ فوریه ۲۰۰۱   |
| ۱۲۳۹۰۵ | 2001 DR76   | ۲۰ فوریه ۲۰۰۱   |
| ۱۲۳۹۰۶ | 2001 DS76   | ۲۱ فوریه ۲۰۰۱   |
| ۱۲۳۹۰۷ | 2001 DB78   | ۲۲ فوریه ۲۰۰۱   |
| ۱۲۳۹۰۸ | 2001 DM79   | ۱۹ فوریه ۲۰۰۱   |
| ۱۲۳۹۰۹ | 2001 DQ83   | ۲۳ فوریه ۲۰۰۱   |
| ۱۲۳۹۱۰ | 2001 DT88   | ۲۷ فوریه ۲۰۰۱   |
| ۱۲۳۹۱۱ | 2001 DF89   | ۲۷ فوریه ۲۰۰۱   |
| ۱۲۳۹۱۲ | 2001 DM91   | ۲۰ فوریه ۲۰۰۱   |
| ۱۲۳۹۱۳ | 2001 DW93   | ۱۹ فوریه ۲۰۰۱   |
| ۱۲۳۹۱۴ | 2001 DP94   | ۱۹ فوریه ۲۰۰۱   |
| ۱۲۳۹۱۵ | 2001 DK95   | ۱۸ فوریه ۲۰۰۱   |
| ۱۲۳۹۱۶ | 2001 DL96   | ۱۷ فوریه ۲۰۰۱   |
| ۱۲۳۹۱۷ | 2001 DY97   | ۱۷ فوریه ۲۰۰۱   |
| ۱۲۳۹۱۸ | 2001 DM98   | ۱۷ فوریه ۲۰۰۱   |
| ۱۲۳۹۱۹ | 2001 DQ98   | ۱۷ فوریه ۲۰۰۱   |
| ۱۲۳۹۲۰ | 2001 DW99   | ۱۷ فوریه ۲۰۰۱   |
| ۱۲۳۹۲۱ | 2001 DT104  | ۱۶ فوریه ۲۰۰۱   |
| ۱۲۳۹۲۲ | 2001 DJ106  | ۲۲ فوریه ۲۰۰۱   |
| ۱۲۳۹۲۳ | 2001 DQ106  | ۲۷ فوریه ۲۰۰۱   |
| ۱۲۳۹۲۴ | 2001 ET1    | ۱ مارس ۲۰۰۱     |
| ۱۲۳۹۲۵ | 2001 EA2    | ۱ مارس ۲۰۰۱     |
| ۱۲۳۹۲۶ | 2001 EB3    | ۳ مارس ۲۰۰۱     |
| ۱۲۳۹۲۷ | 2001 ER4    | ۲ مارس ۲۰۰۱     |
| ۱۲۳۹۲۸ | 2001 ED6    | ۲ مارس ۲۰۰۱     |
| ۱۲۳۹۲۹ | 2001 EM6    | ۲ مارس ۲۰۰۱     |
| ۱۲۳۹۳۰ | 2001 EP6    | ۲ مارس ۲۰۰۱     |
| ۱۲۳۹۳۱ | 2001 ED8    | ۲ مارس ۲۰۰۱     |
| ۱۲۳۹۳۲ | 2001 EV11   | ۳ مارس ۲۰۰۱     |
| ۱۲۳۹۳۳ | 2001 EE14   | ۱۵ مارس ۲۰۰۱    |
| ۱۲۳۹۳۴ | 2001 EU14   | ۱۵ مارس ۲۰۰۱    |
| ۱۲۳۹۳۵ | 2001 EX14   | ۱۵ مارس ۲۰۰۱    |
| ۱۲۳۹۳۶ | 2001 EA15   | ۱۵ مارس ۲۰۰۱    |
| ۱۲۳۹۳۷ | 2001 EX16   | ۳ مارس ۲۰۰۱     |
| ۱۲۳۹۳۸ | 2001 EB17   | ۱۳ مارس ۲۰۰۱    |
| ۱۲۳۹۳۹ | 2001 EP17   | ۱۵ مارس ۲۰۰۱    |
| ۱۲۳۹۴۰ | 2001 EL18   | ۱۵ مارس ۲۰۰۱    |
| ۱۲۳۹۴۱ | 2001 EM18   | ۱۳ مارس ۲۰۰۱    |
| ۱۲۳۹۴۲ | 2001 EV18   | ۱۴ مارس ۲۰۰۱    |
| ۱۲۳۹۴۳ | 2001 EW19   | ۱۵ مارس ۲۰۰۱    |
| ۱۲۳۹۴۴ | 2001 EU20   | ۱۵ مارس ۲۰۰۱    |
| ۱۲۳۹۴۵ | 2001 EM21   | ۱۵ مارس ۲۰۰۱    |
| ۱۲۳۹۴۶ | 2001 ER23   | ۱۵ مارس ۲۰۰۱    |
| ۱۲۳۹۴۷ | 2001 EK24   | ۳ مارس ۲۰۰۱     |
| ۱۲۳۹۴۸ | 2001 EQ25   | ۱۵ مارس ۲۰۰۱    |
| ۱۲۳۹۴۹ | 2001 EC26   | ۲ مارس ۲۰۰۱     |
| ۱۲۳۹۵۰ | 2001 FJ3    | ۱۸ مارس ۲۰۰۱    |
| ۱۲۳۹۵۱ | 2001 FC4    | ۱۸ مارس ۲۰۰۱    |
| ۱۲۳۹۵۲ | 2001 FX4    | ۱۸ مارس ۲۰۰۱    |
| ۱۲۳۹۵۳ | 2001 FT7    | ۲۰ مارس ۲۰۰۱    |
| ۱۲۳۹۵۴ | 2001 FV7    | ۱۸ مارس ۲۰۰۱    |
| ۱۲۳۹۵۵ | 2001 FC10   | ۱۷ مارس ۲۰۰۱    |
| ۱۲۳۹۵۶ | 2001 FY10   | ۱۹ مارس ۲۰۰۱    |
| ۱۲۳۹۵۷ | 2001 FD11   | ۱۹ مارس ۲۰۰۱    |
| ۱۲۳۹۵۸ | 2001 FC12   | ۱۹ مارس ۲۰۰۱    |
| ۱۲۳۹۵۹ | 2001 FH12   | ۱۹ مارس ۲۰۰۱    |
| ۱۲۳۹۶۰ | 2001 FF13   | ۱۹ مارس ۲۰۰۱    |
| ۱۲۳۹۶۱ | 2001 FW13   | ۱۹ مارس ۲۰۰۱    |
| ۱۲۳۹۶۲ | 2001 FL14   | ۱۹ مارس ۲۰۰۱    |
| ۱۲۳۹۶۳ | 2001 FU15   | ۱۹ مارس ۲۰۰۱    |
| ۱۲۳۹۶۴ | 2001 FZ16   | ۱۹ مارس ۲۰۰۱    |
| ۱۲۳۹۶۵ | 2001 FD17   | ۱۹ مارس ۲۰۰۱    |
| ۱۲۳۹۶۶ | 2001 FF22   | ۲۱ مارس ۲۰۰۱    |
| ۱۲۳۹۶۷ | 2001 FX22   | ۲۱ مارس ۲۰۰۱    |
| ۱۲۳۹۶۸ | 2001 FQ26   | ۱۸ مارس ۲۰۰۱    |
| ۱۲۳۹۶۹ | 2001 FM27   | ۱۸ مارس ۲۰۰۱    |
| ۱۲۳۹۷۰ | 2001 FQ27   | ۱۸ مارس ۲۰۰۱    |
| ۱۲۳۹۷۱ | 2001 FX27   | ۱۹ مارس ۲۰۰۱    |
| ۱۲۳۹۷۲ | 2001 FN28   | ۱۹ مارس ۲۰۰۱    |
| ۱۲۳۹۷۳ | 2001 FQ28   | ۱۹ مارس ۲۰۰۱    |
| ۱۲۳۹۷۴ | 2001 FW28   | ۱۹ مارس ۲۰۰۱    |
| ۱۲۳۹۷۵ | 2001 FV30   | ۲۱ مارس ۲۰۰۱    |
| ۱۲۳۹۷۶ | 2001 FV33   | ۱۸ مارس ۲۰۰۱    |
| ۱۲۳۹۷۷ | 2001 FO34   | ۱۸ مارس ۲۰۰۱    |
| ۱۲۳۹۷۸ | 2001 FF37   | ۱۸ مارس ۲۰۰۱    |
| ۱۲۳۹۷۹ | 2001 FB38   | ۱۸ مارس ۲۰۰۱    |
| ۱۲۳۹۸۰ | 2001 FH39   | ۱۸ مارس ۲۰۰۱    |
| ۱۲۳۹۸۱ | 2001 FJ42   | ۱۸ مارس ۲۰۰۱    |
| ۱۲۳۹۸۲ | 2001 FA44   | ۱۸ مارس ۲۰۰۱    |
| ۱۲۳۹۸۳ | 2001 FW46   | ۱۸ مارس ۲۰۰۱    |
| ۱۲۳۹۸۴ | 2001 FQ51   | ۱۸ مارس ۲۰۰۱    |
| ۱۲۳۹۸۵ | 2001 FK52   | ۱۸ مارس ۲۰۰۱    |
| ۱۲۳۹۸۶ | 2001 FC56   | ۲۳ مارس ۲۰۰۱    |
| ۱۲۳۹۸۷ | 2001 FO58   | ۲۴ مارس ۲۰۰۱    |
| ۱۲۳۹۸۸ | 2001 FF62   | ۱۹ مارس ۲۰۰۱    |
| ۱۲۳۹۸۹ | 2001 FG62   | ۱۹ مارس ۲۰۰۱    |
| ۱۲۳۹۹۰ | 2001 FH62   | ۱۹ مارس ۲۰۰۱    |
| ۱۲۳۹۹۱ | 2001 FZ62   | ۱۹ مارس ۲۰۰۱    |
| ۱۲۳۹۹۲ | 2001 FL63   | ۱۹ مارس ۲۰۰۱    |
| ۱۲۳۹۹۳ | 2001 FK64   | ۱۹ مارس ۲۰۰۱    |
| ۱۲۳۹۹۴ | 2001 FL64   | ۱۹ مارس ۲۰۰۱    |
| ۱۲۳۹۹۵ | 2001 FM64   | ۱۹ مارس ۲۰۰۱    |
| ۱۲۳۹۹۶ | 2001 FV64   | ۱۹ مارس ۲۰۰۱    |
| ۱۲۳۹۹۷ | 2001 FC68   | ۱۹ مارس ۲۰۰۱    |
| ۱۲۳۹۹۸ | 2001 FP70   | ۱۹ مارس ۲۰۰۱    |
| ۱۲۳۹۹۹ | 2001 FS71   | ۱۹ مارس ۲۰۰۱    |
| ۱۲۴۰۰۰ | 2001 FP72   | ۱۹ مارس ۲۰۰۱    |